# 火影忍者疾風傳動畫集數列表 (後期)
日本电视动画《火影忍者疾風傳》改编自漫畫家岸本齊史的人氣漫畫《火影忍者》。由動畫工作室Studio Pierrot製作，是《火影忍者》動畫系列的第二部。自2007年2月15日於東京電視台開播，2016年10月13日第479集（全系列第699集）播出後，漫畫原作劇情已全部動畫化完畢（除原作第700話的新生代劇情）。
此頁面是有關疾風傳動畫後期（第296—500集）的集數內容，之前的集數內容請參照前期列表。

## 各篇章介紹
- 底色為 （米色）表示該集為動畫原創、小說、或番外漫畫改編。
- 各個篇章以DVD收錄形式命名及編排。
- “總集數”為疾風傳動畫集數與動畫第一部集數（共220集）的總和。

### 忍界大戰·來自另一世界的攻擊者
《忍界大戰·來自另一世界的攻擊者》（日语：忍界大戦・彼方からの攻撃者）作為疾風傳第十四篇章，作為《第四次忍界大戰（急）》（日语：第四次忍界大戦 (急)）的第一部分。在2013年1月－7月期間播出，改編自原作漫畫的第545－558章。主要講述鳴人和殺人蜂正式參戰，為忍者聯軍的力量注入強心針。該篇章同樣包含一部分動畫原創情節，具體擴充忍者聯軍對抗形形色色的穢土轉生大軍，當中有熟人、仇敵、或是似曾相識的亡者。
| 集數 | 總集數 | 標題                                                                | 原劇首映日期  |
| --- | ------ | ------------------------------------------------------------------- | ------------- |
| 296 | 516    | 鳴人參戰！ （Naruto, Sansen!）                                      | 2013年1月17日 |
| 鳴人和殺人蜂靠鹿角與亥一的遠程通信之下瞭解戰爭詳情與經過，隨後各自發揮全力應戰，靠鳴人的惡意感知能力精確找出混入聯軍之中的白絕，再靠多重影分身之術製造出大量實力接近本體的影分身，奔往各個戰場支援且辨識敵我。在沙漠戰場，我愛羅與大軒率領第四部隊與即將靠近的穢土轉生之先代四影正面交鋒，大軒對抗自己的恩師無時，我愛羅與第四代風影·羅砂進行完父子重聚後，靠各自的砂金與沙子一決高下。 |        |                                                                     |               |
| 297 | 517    | 父親的心意、母親的愛 （Chichi no Omoi, Haha no Ai）                 | 2013年1月24日 |
| 我愛羅一個照面就靠砂縛柩困住其父、雷影與水影，羅砂震驚於現為風影的我愛羅之蛻變與成長，慢慢懊悔自己曾下令千代將一尾守鶴封入年幼我愛羅體內，甚至多次殘酷地對兒子施壓，以讓他達到祭品之力最佳狀態，硬生生摧毀我愛羅的童年。此刻，我愛羅被父親告知自己其實一直被母親所愛的真相而淚流滿面，羅砂慚愧於自己缺少信任的力量，然而行徑卻得到兒子我愛羅的釋懷與諒解。封印之際，羅砂認同我愛羅的實力，正式將村子託付給身為風影的兒子。 |        |                                                                     |               |
| 298 | 518    | 狭路相逢！！鳴人VS鼬 （Tsuini Sesshoku!! Naruto VS Itachi）         | 2013年1月31日 |
| 鳴人和殺人蜂奔往戰場時巧遇鼬與長門，兜便專心操縱兩人進行攻擊。雙方戰鬥一觸即發，鼬被鳴人告知關於佐助已與斑狼狽為奸，意識到自己生前的佈局均失敗。長門施展畜生道的力量召喚出多隻通靈獸，鼬看準時機展露自己的萬花筒寫輪眼，呼應出自己死前置於鳴人體內的“力量”；該力量實為宇智波止水的寫輪眼，靠足以改寫他人意志的強大瞳術「別天神」，再以“守護木葉”的指令，使鼬脫離兜的控制而奪回身體自主權。鼬表示別天神原是要為誤入歧途的佐助所準備，才將力量寄宿在必定會去阻止佐助的鳴人體內作為“雙重保險”。鳴人感謝鼬信任自己，表示會靠自己的力量阻止佐助。但這時，兜全力操縱意識被抹殺的長門使用培因六道的力量，意圖將八尾與九尾先收入囊中。 |        |                                                                     |               |
| 299 | 519    | 被認同的人 （Mitomerareshi Mono）                                   | 2013年2月7日  |
| 在鼬的協助與指導下，鳴人和殺人蜂聯合擊破長門的輪迴眼力量，最後靠鼬的須佐能乎之十拳劍刺中長門，使其恢復意識且面臨封印。長門在彌留之際最後以師兄身份認同鳴人，相信鳴人能彌補自己犯下的過錯並且實現師父自來也生前沒能實現的理想。但鼬觀察到鳴人急切想靠自己新掌握的力量來結束戰爭，便以自己打算獨自解決一切卻造成佐助墮落的前車之鑒，提醒鳴人關於「只有被眾人認可的人才能成為火影」的深刻道理。經過鼬的一番教導，鳴人認識到自己的錯誤並學會相信其他同伴，而鼬將拯救佐助的使命交付給鳴人後，決定阻止穢土轉生之術來補救錯誤，獨自離開戰場去找出躲在幕後操縱一切的兜。此時兜深知自己如臨大敵，但仍妄想能挽回局勢。                   |        |                                                                     |               |
| 300 | 520    | 水影、蜃與海市蜃樓 （Mizukage to Ōhamaguri to Shinkirō）            | 2013年2月14日 |
| 隨著第四代風影被成功封印，第二代水影和第三代雷影卻相繼脫身後攻向第四部隊，但兩人仍保持著自主意志而分開行動，同時邊戰鬥邊透漏自身的弱點，以便聯軍方能輕鬆封印他們。我愛羅與大軒聯手對付第二代土影·無，然而大軒戰鬥過程中頻發腰痛的老毛病，正當無即將使用塵遁時，鳴人的一個分身及時趕到戰場，與我愛羅和大軒打出完美配合而成功封印無。另一邊的水影使用“海市蜃樓”幻術使聯軍一籌莫展，鳴人前去對付雷影時，我愛羅和大軒立刻參與對付水影，暗中用沙塵暴的物理感知準確找到水影本體與其通靈文蛤「蜃」的所在位置。大軒忍著腰痛一拳鎚下去摧毀蜃的堅固外殼，但緊接著被水影的水槍術近距離命中。                                              |        |                                                                     |               |
| 301 | 521    | 矛盾 （Mujun）                                                      | 2013年2月21日 |
| 手鞠一方跟不上第三代雷影快如閃電的神速，甚至任何攻擊都對身體堪稱“銅墻鐵壁”的雷影不起作用。即使有鳴人到場支援，以出其不意的螺旋手裡劍近距離命中雷影，卻仍被他隻身硬抗下來。兜全力操縱雷影使出其最強攻擊招數「地獄突擊·四指貫手」，在場人僅能聽從曾身為第三代雷影輔佐的雲忍土台指導，盡可能與雷影保持距離。鳴人偶然觀察到雷影右肩上的一道顯眼傷疤，得知傷口源自雷影當年獨身與八尾血戰中兩敗俱傷所致，由此意識到雷影攻擊與防禦之間存在的“巨大矛盾”。為了證實推論，鳴人靠仙人模式的蛙組手躲避雷影堪稱“最強之矛”的一指貫手，趁機用螺旋丸將雷影的攻擊手腕擊穿他自己的右肩而完勝，使雷影身體當場解體之下被成功封印。                  |        |                                                                     |               |
| 302 | 522    | 恐怖·蒸危暴威 （Kyōfu - Jōki Bōi）                                  | 2013年2月28日 |
| 我愛羅及時解救大軒並用沙漠層大葬幾近封印住水影，而水影突然決定全力以赴來考驗我愛羅的實力，不由自主地施展自己的無限爆破忍術「蒸危爆威」，製造出一個以油與水為構造、再以類似水循環原理運作的小型分身，靠不斷行動持續升溫直至水蒸氣爆炸後、再次冷卻重新進行下一輪爆破。水影的本體雖然被輕鬆擒住，但分身卻持續干預封印進程。我愛羅靈機一動地運用其父遺留的砂金，混入分身內部迅速冷卻抑制爆炸，最終淪為無法行動的黃金雕塑。對此心服口服的水影自願被封印，使第四部隊成功拿下戰場，卻不知道無在被封印前靠「分裂」出去的身體持續行動，靜待恢復力量得以召喚兜的“殺手锏”。而兜同樣為了爭取時間，在各大戰場上投入更多棋子。                 |        |                                                                     |               |
| 303 | 523    | 過去的亡靈 （Kako no Bōrei）                                        | 2013年3月7日  |
| 陷入敵我不分窘境的聯軍方開始面對更多來自過去的亡靈，音忍四人眾同樣集體被兜用穢土轉生復活參戰。再次面對昔日的死敵鹿丸、寧次、牙與丁次，四人眾決定藉此機會一雪前恥，以不死身軀加上加強型咒印進入狀態二展開逆襲。鹿丸等人分別吸取三年前的生死經驗，靠各自磨練出的實力再次打敗四人眾，卻剛好正中敵人的下懷。四人眾同時施展「時空術式·黃泉轉身」，將鹿丸等人的靈魂伴隨著他們四人眾轉移至別處。 |        |                                                                     |               |
| 304 | 524    | 黃泉轉身之術 （Yomi Tensei no Jyutsu）                              | 2013年3月14日 |
| 音忍四人眾靠黃泉轉身術將鹿丸、寧次、丁次、牙與赤丸的靈魂轉移至一座靈魂具現化之特殊結界中決勝負，而四人眾即使脫離穢土轉生之軀，卻仍以不死靈魂的形式在結界中活動。身體耐力均有限的鹿丸四人，再次陷入隨時可能喪命的絕境中，同時被四人眾告知他們此行復活只是為了尋仇。在外有井野、志乃與雛田聯手為他們四人供給查克拉爭取時間，鳴人負責全力感知四人眾的強大惡意的來源，得以找出結界位置救出同伴。 |        |                                                                     |               |
| 305 | 525    | 復仇者 （Fukushūsha）                                               | 2013年3月21日 |
| 面對復仇心強烈的四人眾，鹿丸冒險言語挑釁激怒敵人，使四人眾的咒印力量隨著憎恨而大幅提升，寧次起初對此不解，最後才意識到鹿丸是在想辦法讓追蹤惡意的鳴人精確找到他們的位置。就在鹿丸一行人快要支撐不下去時，鳴人及時找到結界加以破壞，本部的亥一遠程釋放鹿丸一行人的靈魂回到各自的本體中。而鳴人獨身靠螺旋手裡劍摧毀結界，使死性不改的四人眾再次全員潰敗而靈魂升天。 |        |                                                                     |               |
| 306 | 526    | 心眼 （Kokoro no Me）                                               | 2013年3月28日 |
| 寧次與雛田表兄妹倆繼續在戰場上並肩作戰，過程中讓他們回憶起三年前的一段彼此照應的往事。當雛田因修煉過度而雙眼暫時失明時，即將錯過綱手上任第五代火影的慶祝煙火晚會，而寧次伴隨鳴人和小櫻冒險來到由大量無臉類人生物盤踞的「裁決之谷」尋找治愈藥草，然而眾人最終空手而歸。即便如此，雛田感受到寧次的心意，如今決定全力保護他作為報答。 |        |                                                                     |               |
| 307 | 527    | 消逝於月光中 （Gekkō ni Kiyu）                                      | 2013年4月4日  |
| 兜企圖竊取醫療部隊掌有的特殊遺體卷軸以竊取聯軍重要情報、順便加以利用當中的部分遺體，靠穢土轉生復活三年前偶然發現毀滅木葉計劃而遭到滅口的月光疾風。兜為疾風講述這三年來的所有經過後，控制疾風與另外兩名穢土轉生忍者攻入醫療營搶奪卷軸。然而身在醫療營支援的前木葉暗部卵月夕顏，一眼認出自己的已故戀人疾風，一時無法下手而眼睜睜地看著疾風帶著卷軸逃之夭夭。 |        |                                                                     |               |
| 308 | 528    | 新月之夜 （Mikazuki no Yoru）                                       | 2013年4月11日 |
| 夕顏強忍內心痛苦跟隨小櫻與兩名上忍追尋疾風奪回卷軸，雖然成功封印其身邊的兩名穢土轉生強敵，但夕顏卻始終無法對戀人下手。有過相似經歷的小櫻諒解她，並獨自上路前去與曾經的考官疾風一戰。直到夕顏想起自己與疾風的承諾而下定決心，靠劍術「朧月夜」力戰疾風的「秘劍·月影」。疾風趕在意識被兜抹殺之際，捨身救下夕顏以示告別，丟下卷軸後被小櫻帶來的援軍封印。 |        |                                                                     |               |
| 309 | 529    | A級任務·御膳比赛 （Ē-Ranku Ninmu: Gozen Jiai）                      | 2013年4月18日 |
| 鳴人在路上協助一批聯軍對付一名穢土轉生武士，但一眼認出他身為自己在三年前的A級任務中結識的前武士帶刀。當時鳴人跟隨第十班混入「此間國」都城中，以參加御膳大胃王比賽的名義秘密解救作為人質的彼之國大名之子秀少主。在丁次以第二名勝出時，由鳴人變身充當秀少主兩天，期間想辦法避免被擔任護衛的帶刀認出；而本尊則由鹿丸三人遣送回彼之國。同時，意圖侵佔此間國的幕後大國，重金僱傭曉組織攻下都城。 |        |                                                                     |               |
| 310 | 530    | 城池陷落 （Rakujō）                                                 | 2013年4月25日 |
| 鹿丸三人配合秀少主在臨走前最後享用一次當地美食，而城中的鳴人因下意識展現忍者身手，不慎在帶刀與此間國的千代公主面前暴露身份，但獲知任務詳情的帶刀認同應把秀少主送回家鄉。這時，迪達拉對此間國發動轟炸空襲，蝎靠百機操演迅速佔領整座都城，帶刀將保護千代公主的使命託付給鳴人後，隻身回去救大名卻最終戰死在蝎手中。時間回到現在，帶刀由鳴人告知秀與千代兩人事後平安在彼之國中安頓下來後，了無遺憾地解除控制而升天。 |        |                                                                     |               |
| 311 | 531    | 《忍者之路》序章 （-）                                              | 2013年5月2日  |
| 發生於《忍者之路》之前的故事，鳴人在前去修煉洞窟任務前陪同伴的一天相處，而鳶也準備好測試無限月讀的試作品「限定月讀」。 |        |                                                                     |               |
| 312 | 532    | 老人與龍之眼 （Rōjin to Ryū no Me）                                 | 2013年5月9日  |
| 凱與小李在戰場上遇到一名同樣以穢土轉生復活的亡者，身為前木葉上忍兼傳奇體術大師的陳師傅，其無論是戰鬥風格與成長經歷都酷似凱與小李。面對陳強大的體術「木葉龍神」，小李卻找到體術的弱點而將其化解。陳回想起自己曾愧於死去的弟子，解開穢土轉生升天前最後稱讚小李，其答應戰後會帶飯糰前去紀念陳的墳墓。 |        |                                                                     |               |
| 313 | 533    | 雨後下雪，時而打雷 （Ame Nochi Yuki, Tokidoki Kaminari）            | 2013年5月16日 |
| 戰場上突然下起不合時宜的雨、後來甚至轉雷加雪，而鹿丸一行人包括另一邊奔往戰場的鳴人，都發現異常氣象源於一名穢土轉生的男孩与太，其能夠根據自己的心情自由操控天氣。 |        |                                                                     |               |
| 314 | 534    | 悲傷的太陽雨 （Kanashī Tenkiame）                                   | 2013年5月23日 |
| 同時出現在各個戰場的与太難以被封印，鳴人在此同時感覺自己與与太似曾相識，慢慢回想起童年一段消失的回憶，自己和其他人曾與与太結下過友誼。 |        |                                                                     |               |
| 315 | 535    | 惜别之雪 （Nagoriyuki）                                             | 2013年5月30日 |
| 与太曾被懷疑是間諜而被暗部帶去審問，雖然順利被鳴人帶領同伴救出，但為了救途中溺水的鳴人等人而用盡力量。為了不讓他們留下悲傷的記憶，与太抹去鳴人等人的相關記憶且年幼早逝。如今回憶起一切的鳴人希望能挽留他，卻最終目睹不想傷害朋友的与太，自願將自己埋入雪中伴隨著閃電自盡。 |        |                                                                     |               |
| 316 | 536    | 穢土轉生聯合軍！！ （Edo Tensei Rengōgun!!）                        | 2013年6月6日  |
| 兜為了爭取更多時間而釋出自己四處收集個人信息物質時、用穢土轉生復活的大量失敗作品，聚集來自不同忍村、實力一般的已故忍者組成「穢土轉生聯合軍」。大部分亡者被輕易封印，儘管少數人得以與聯軍之中的家人重逢。僅剩的三人由實力最強的油女斗留音帶領，試圖解開第三代雷影的封印，卻仍遭到手鞠等大量聯軍干預而失敗。最後剩下的斗留音則服從兜的指令，奔往別處實行後備計劃。 |        |                                                                     |               |
| 317 | 537    | 志乃VS斗留音！！ （Shino VS Torune!!）                              | 2013年6月13日 |
| 斗留音在一處地洞中堆積大量遺體準備施展油女一族的禁術「壺毒之術」，將自身的奈米級「燐壞蟲」培育一定量後往戰場釋放致命毒氣。而眼前走來唯一能對付他的表弟志乃，兩人曾情同手足，斗留音還自願代替志乃加入段藏的根組織。在鳴人的支援下，志乃靠自己長期培養、對燐壞蟲毒性具有免疫力的寄壞蟲打敗斗留音，最後感謝斗留音時刻為自己著想後將其封印。 |        |                                                                     |               |
| 318 | 538    | 心中的空洞·另一名人柱力 （Kokoro no Ana - Mō Hitori no Jinchūriki） | 2013年6月20日 |
| 中途不慎跟鳴人走散的殺人蜂與前來支援的基會合，而兜在兩人面前召喚出前任八尾祭品之力、已故雲忍伏卡伊。復活的伏卡伊向兩人揭示三十年前發生的八尾暴走事件，其實是大蛇丸為竊取八尾樣本而一手策劃。帶回去培養的八尾樣本之查克拉如今被兜灌回穢土轉生的伏卡伊身上，迫使殺人蜂同樣施展全力應戰。在基的協助下，殺人蜂藉由自身經歷而慢慢填補伏卡伊留下的“心靈空洞”，最後成功使伏卡伊撫平遺憾而解除控制升天。 |        |                                                                     |               |
| 319 | 539    | 寄宿在傀儡裡的靈魂 （Kugutsu ni Yadoru Tamashī）                    | 2013年6月27日 |
| 勘九郎支援第五部隊對付棘手的千代婆婆，兩名傀儡師的交鋒使千代慢慢回憶起自己對孫子蝎的種種愧疚，乃至造成孫子不知不覺中走入邪道、越陷越深。直到勘九郎召喚出自己從蝎手中繼承、寄宿著“靈魂”的父母傀儡進行對戰，雖然最後仍沒有成功打敗千代，但還是讓千代欣慰她祖傳的傀儡技藝，已被出色的後代繼承且傳承下去。 |        |                                                                     |               |
| 320 | 540    | 奔跑吧 （Hashire Omoi）                                             | 2013年7月4日  |
| 重突然因不明原因而離開戰場奔往某處，本部的人斷言他是前去解救受困敵陣的雷雲補給小隊，其由自願上戰場支援的雲忍村年幼兒童組成，包括輕的弟弟。重保證會在一小時內完成救援，但作戰時不慎傷及前來支援的鳴人影分身而被迫孤軍奮戰，但仍僥倖救出毒霧中的雷雲小隊，八人共同施展「雷遁連攜·閃電暮無」而突圍成功，順利完成救援的重卻也被迫在剩餘時間內飛奔回戰場。 |        |                                                                     |               |

### 忍界大戰·佐助與鼬
《忍界大戰·佐助與鼬》（日语：忍界大戦・サスケとイタチ）作為疾風傳第十五篇章，作為《第四次忍界大戰（急）》（日语：第四次忍界大戦 (急)）的第二部分。在2013年7月－2014年2月期間播出，改編自原作漫畫的第559－607章。故事講述第四次忍界大戰進入“白熱化”，戰場上突然現身“另一名”穢土轉生、卻是貨真價實的宇智波斑，獨身一人以壓倒性實力橫掃戰場，迫使五影史上首次攜手共戰對抗他。而“面具斑”率軍去捉拿剩餘尾獸，與鳴人和殺人蜂正面交鋒，而距離知悉他的真實身份也更近一步。另外，獨身在外的佐助與穢土轉生的哥哥鼬無意間相會，危急關頭使這對宇智波兄弟捨棄前嫌，共同對抗躲在幕後的藥師兜。
| 集數 | 總集數 | 標題                                                                                               | 原劇首映日期   |
| --- | ------ | -------------------------------------------------------------------------------------------------- | -------------- |
| 321 | 541    | 增援到達 （Zōen tōchaku）                                                                          | 2013年7月18日  |
| 隨著鳴人的各個影分身相繼抵達各戰場支援且辨識敵我，消滅混入聯軍之中的大量白絕，使聯軍方開始逆轉戰局。鳶率領六名祭品之力開始行動以外，兜操縱沙漠中的無召喚出自己的“殺手锏”，棺中的神秘亡者直接破棺而出、重見天日，同時疑惑自己為何會以穢土轉生形式復活、而並非長門的輪迴天生之術。當時身處不遠處的第四部隊抬頭發現，除了無以外的另一名亡者竟是宇智波斑本尊，由此證實一直以來自稱是斑、與眾人為敵的鳶實為“冒名頂替”。 |        | |                |
| 322 | 542    | 宇智波斑 （Uchiha Madara）                                                                         | 2013年7月25日  |
| 宇智波斑以一人之力縱橫戰場，展現強悍的體術、劍術、忍術、及萬花筒寫輪眼瞳術，使眾聯軍無法匹敵這種超乎想像的實力，連鳴人、我愛羅與大軒三人聯手都無法傷及斑分毫。斑的雙眼從萬花筒直接變成“死前開啟”的輪迴眼，藉由無的身體觀戰的兜由此證實萬花筒的巔峰極致是輪迴眼。斑伴隨須佐能乎施展「天礙震星」，將天外的一顆巨大隕石砸向第四部隊，迫使手足無措、兵荒馬亂的眾聯軍只能盡全力往後撤。大軒與我愛羅全力阻擋隕石下墜時，緊接著卻面臨斑砸下來的第二顆隕石。巨大的撞擊使第四部隊死傷慘重、倖存者寥寥無幾，斑試圖通靈出九尾卻被鳴人體內的封印阻擾，被兜告知戰爭詳情後決定打掃戰場，當場使出「木遁·樹界降臨」伸向絕望的倖存者們。           |        | |                |
| 323 | 543    | 五影集結…！！ （Gokage shūketsu…!!）                                                               | 2013年8月1日   |
| 鳴人、我愛羅、手鞠、土台、大軒等少數忍者在斑的攻擊中僥倖生還，卻很快面對斑的樹界降臨。情急之下，不甘願落入斑之手的九尾勉強助鳴人一臂之力，供給查克拉讓鳴人全力抵消樹界降臨。身在本部坐立不安的綱手決定伴隨雷影參戰，兩人冒險靠馬布伊的天送之術迅速抵達戰場；另一邊保護大名的照美冥伴隨長十郎成功戰勝黑絕，同樣靠玄馬小隊共同使用飛雷神之術抵達戰場。齊聚一堂的五影史上首次攜手共戰，與斑展開一場旁人無法企及的激烈戰鬥。鳴人希望助五影一臂之力，但五影們堅持由他們對付斑，並將對付鳶的使命託付給鳴人，表示守護忍界未來的成敗在此一舉。被五影給予厚望的分身鳴人答應會贏後消失，鳴人本體則與鳶正面交鋒。                            |        | |                |
| 324 | 544    | 沒破裂的面具·破裂的肥皂泡 （Warenai Kamen — Wareta Shabondama）                                    | 2013年8月8日   |
| 鳶控制六名祭品之力發動分散式攻擊，鳴人從當中的肥皂泡之術認出源自曾與自己並肩作戰卻失蹤的羽高。而羽高與鳴人短暫在精神世界中以祭品之力的身份對峙，表示自己當初與他們分開後遭培因六道擊敗且抽出尾獸的經過，最後便失去自我而對鳴人和殺人蜂展開攻擊。鳴人厭惡鳶如此濫用尾獸力量的方式，發誓會阻止他與“另一個斑”。鳶意識到兜已將原先在自己面前展示的斑本尊復活，操縱全體進入一尾狀態的六名祭品之力速戰速決。 |        | |                |
| 325 | 545    | 祭品之力VS祭品之力！！ （Jinchūriki vs. Jinchūriki!!）                                             | 2013年8月15日  |
| 面對能自由尾獸化的六名祭品之力，鳴人和殺人蜂意識到鳶將捕獲的尾獸植回六人體內，並以培因六道相同的查克拉接收黑棒加以控制。兩人迅速處於防不勝防的劣勢，決定將戰鬥轉移至開闊的空間利於行動。殺人蜂迅速尾獸化靠高速旋轉將周邊森林夷為平地，找準時機靠墨汁封印術封印全部六人。然而鳶操縱六人進入尾獸外衣狀態，輪番的強大攻擊使鳴人和殺人蜂瞬間寡不敵眾，就在鳶即將拿下兩人時，卡卡西與凱及時前來支援。 |        | |                |
| 326 | 546    | 四尾·仙猿之王 （Yonbi — Sen'en no Ō）                                                              | 2013年8月22日  |
| 鳴人和殺人蜂受卡卡西和凱兩人的支援與掩護，想辦法拔除六人身上的黑棒，而八尾同時察覺到九尾似乎停止奪取鳴人的查克拉，質問九尾是否回心轉意。但九尾自從最一開始被斑控制、被初代火影馴服、隨後接連封印在漩渦水戶與九品身上，使屢次遭受人類擺弄的牠仍保持戒心。鳴人戰鬥過程中不慎被尾獸化的四尾吞進肚子，恰好進入尾獸的精神世界中見到全身束縛的四尾·孫悟空。四尾深感鳴人與自己一直以來見過的人類大不一樣，幾乎是第一位真心打算幫助尾獸的人，便決定告訴鳴人阻止自己的方法，同時告知九尾的本名為「九喇嘛」。與此同時，療養結束的佐助成功掌握永恆萬花筒寫輪眼的力量，用天照當場燒死留下來看守的白絕本體後，離開山岳墳場獨自上路。           |        | |                |
| 327 | 547    | 九尾（《火影忍者疾風傳一小時特别篇 ～不變的意志·心動之時～》上集） （Kyūbi）                       | 2013年8月29日  |
| 正當四尾猶豫要不要將自身的弱點告知鳴人時，九尾同樣認為鳴人還沒辦法說服對人類失去信心的尾獸同袍。九尾回想起自從被湊誓死封印在幼小的鳴人體內後，開始靠八卦封印的縫隙為鳴人提供查克拉進行弱化，認為只要堅持便足以水滴石穿。這段期間，九尾近距離目睹鳴人經受的坎坷成長之路，無依無靠且遭受村民冷眼相待。然而鳴人並沒有屈服，反而靠堅強的意志與同伴的協助，一次又一次從挫折與失敗中爬起來，加上鳴人對尾獸持有的同理心，使九尾漸漸對鳴人改觀。 |        | |                |
| 328 | 548    | 九喇嘛（《火影忍者疾風傳一小時特别篇 ～不變的意志·心動之時～》下集） （Kurama）                    | 2013年8月29日  |
| 鳶打算將鳴人連同四尾一併收入囊中，使鳴人為了迅速掙脫而使用多重影分身之術，迫使四尾將鳴人本體與所有分身吐出來。鳴人立刻找到四尾位於左下顎的黑棒位置後開始用力拔，卻被鳶用束縛尾獸力量的「魔像之鎖」當場鎖住，但幸運地靠留在四尾內的一個影分身汲取完自然能量後進入仙人模式，再靠影分身的「蛙叩」用力將黑棒擊出而拔除。目睹鳴人對拯救尾獸同袍的堅持不懈，九尾終於露出笑容且承認鳴人，支持他「說到做到、永不言棄」的忍道。 |        | |                |
| 329 | 549    | 二人一组 （Tsū Man Seru）                                                                          | 2013年9月5日   |
| 四尾雖拔除黑棒卻仍無法脫離魔像束縛，將自己一小部分查克拉分給鳴人後拖回魔像中。剩餘五隻尾獸集體靠尾獸玉進攻，精疲力竭的鳴人得到體內九尾的自願協助，兩者以對拳方式正式和解。鳴人解開封印期間承認九尾如今是與木葉並肩作戰的“九喇嘛”，以「二人一組」的形式完全釋放力量，在首次尾獸化的五分鐘內力抗其他五隻尾獸且順利拔除黑棒。過程中，鳴人在精神層面中見到因四尾號召而齊聚一堂的五隻尾獸與各自的祭品之力，眾尾獸同樣自願將各自的一小部分查克拉分給鳴人藉以解救牠們。九喇嘛回憶起自己曾被即將壽終的六道仙人告知，牠們總有一天會受到某人正確的引導而重聚，由此與眾尾獸一致認同鳴人就是仙人預言過的引領之人。                            |        | |                |
| 330 | 550    | 勝利的預言 （Shōri e no Yogen）                                                                    | 2013年9月12日  |
| 鳶將五隻尾獸拽出祭品之力拖回外道魔像中孤軍奮戰，因鳴人突飛猛進的實力、加上對另一邊復活的斑而心有不安，但仍認為只要月之眼計劃能完成則無關緊要。鳴人挽回局勢的戰鬥過程被聯軍本部探知，鹿角把握時機靠亥一將鳴人的壯舉傳達給當時結束各自戰鬥的眾聯軍。經過亥一全力發表的一番引向勝利的宣言，眾聯軍紛紛為之鼓舞，全速趕往鳴人一方戰場以幫助他贏下勝利。當天空下起雷雨時，佐助獨自一人持續在森林中行進。 |        | |                |
| 331 | 551    | 望穿黑暗的眼睛 （Yami o Miru Me）                                                                  | 2013年9月19日  |
| 佐助在森林中巧遇幾名逃離戰場的白絕分身，獲知戰爭的進行後將白絕屠光，以此測試鼬留給自己的寫輪眼力量。當時仍在木葉淪為俘虜的香燐，堅持保留佐助的一副相片，趁守衛不注意時取出照片中暗藏的開鎖工具而準備越獄。水月和重吾持續在森林中追尋佐助下落，來到大蛇丸遺留的一處重要據點搜查時無意間闖入一間密室，從中獲取一本記載禁術解法的“至寶”卷軸。欣喜若狂的水月決定將其帶給佐助，認為該卷軸足以左右這場戰爭。 |        | |                |
| 332 | 552    | 石之意志 （Ishi no Ishi）                                                                          | 2013年9月26日  |
| 斑的強大使五影陷入苦戰，靠花樹界降臨的毒粉加上豪火滅卻的火勢，使五影幾近全軍覆沒。倒地的大軒回想起自己從身為初代土影的祖父身上學到“石之意志”的忠告，然而初次與斑對峙時因實力懸殊而導致他拋棄信念，為此猛然醒悟而協助五影死裡逃生，決定靠此戰重拾信念。但斑刻意被塵遁傷及，展露自己身上由兜強化且移植的柱間細胞與臉龐。五影再次被震懾，直到身為柱間孫女的綱手毫不畏懼地站出來，準備靠祖父傳承下來的“火之意志”擊敗他。另一邊，佐助在林中無意間跟鼬相會而追上去，確認他是死而復生的哥哥後，奔走著斥責鼬長期對自己撒謊，大喊自己不需要保護、更不需要別人替他決定道路。鼬為此承認自己做錯，但決定將阻止敵人視為優先。                  |        | |                |
| 333 | 553    | 穢土轉生的風險 （Edo Tensei no Risuku）                                                            | 2013年10月3日  |
| 綱手再次解放陰封印全力發動創造再生，以賭命的形式伴隨其他四影對斑發動輪番攻勢，然而斑暗中施展木遁分身迷惑五影，躲入地底靠須佐之劍刺穿綱手。但經受致命一擊的綱手卻迅速起身，以創造再生迅速復原傷勢。原以為穩站局勢的五影，卻緊接著面對斑釋出的二十五個實力接近本體的木遁分身，形成二十五對五的局面。鼬事先靠長門的逆向感應而找到兜藏身的鐘乳洞，而兜仍得意洋洋提醒鼬關於該術一旦術者死去則無法停止的忠告，加上堅持尾隨鼬的“戰利品”佐助自行送上門，認為自己已勝券在握。鼬自信地表示穢土轉生的一大風險則是能夠逆轉局勢的自己，而佐助決定在解開自己的內心疑惑前，先與鼬達成共識聯手對付兜。                                            |        | |                |
| 334 | 554    | 兄弟聯手作戰 （Kyōdai Kyōtō）                                                                      | 2013年10月10日 |
| 兜面對兩名能使用須佐的宇智波兄弟，迅速遮斷視覺而靠蛇的熱感行動，在陰冷潮濕的黑暗洞穴中更是來去自如。佐助甚至得知兜已得到水月的鬼燈一族之液化能力、香燐的漩渦一族之恢復能力、重吾的天生仙人體質、以及連大蛇丸都無法觸及的「龍地洞」中所修成的白蛇仙人體，幾乎能無視任何傷害。兜施展「仙法·白激之術」封鎖住鼬和佐助的行動，本想先拿下佐助這一戰利品，然而鼬率先用須佐護住佐助而讓兜無從下手。戰鬥過程使鼬和佐助回憶起他們過去打獵一頭野豬的情景，鼬以相同的作戰計劃掩護佐助一箭刺中兜的蛇尾巴。兜雖靠液化脫身後拔劍刺中刻意衝上前的鼬，卻被鼬採用烏鴉分身矇騙，還被鼬的本體奪劍斬斷頭上的一根犄角，甚至沒察覺鼬其實早已“預留絕招”。 |        | |                |
| 335 | 555    | 雙方的木葉 （Tagai no Konoha）                                                                     | 2013年10月24日 |
| 兜目睹曾經反目成仇的宇智波兄弟如今卻能攜手並進，不知他們之間內情的情況下試圖拉攏佐助來到自己麾下，但佐助沒有理會兜的假仁假義，而鼬也挑明自己無論如何都身為“木葉的宇智波鼬”。兜便作罷而接著使用「仙法·無機轉生」，當場賦予作為無機體的鐘乳石生命且自由操縱，這次意圖奪回鼬的穢土轉生控制權卻被佐助阻擾。看到對手被逼入絕境，兜揚言現在的自己足以“媲美六道仙人”。鼬不由得從兜身上看到過去自己的影子，以自己的錯誤先例善意地提醒兜：「若不承認自己則註定會失敗」。但兜並不認為自己會失敗，同時回想起自己原為失去記憶、一無所有的戰爭孤兒，直到被藥師野乃宇收留至木葉孤兒院為起始的悲慘過往。                                         |        | |                |
| 336 | 556    | 藥師兜 （Yakushi Kabuto）                                                                          | 2013年10月31日 |
| 年幼的兜從野乃宇身上學會高超醫療忍術、並贈予矯正近視的眼鏡，直到曾為精英間諜「步行者巫女」的野乃宇被段藏強行召回根組織執行長期臥底任務，還打算在眾孤兒之中挑選一人入伍。兜為了報答孤兒院而自告奮勇加入根麾下成為多國間諜，直到數年後在岩忍村臥底時，因自保而無意殺害仍是間諜的野乃宇。瀕死的野乃宇卻認不出眼前的兜，死前的一句「你是誰？」讓兜陷入迷茫，而大蛇丸伺機網羅他且告知真相，兜與野乃宇自從任務開始起便被段藏安排好最後的自相殘殺；而野乃宇定時收到的兜之相片甚至被段藏篡改以避免她們相認。面對兜擺出的身份之巨大疑問，大蛇丸輕易誘惑他協助自己搜集世間所有情報進行探究，讓兜就此走上歧途且越陷越深。                                |        | |                |
| 337 | 557    | 發動·伊邪那美 （Hatsudō: Izanami）                                                                 | 2013年11月7日  |
| 兜逐漸執迷於自身吸納的多種力量中無法自拔，接連使出體內音忍五人眾的絕招，最後甚至變出大蛇丸之白磷大蛇本體。而鼬尋找時機準備對兜使用宇智波一族中不靠視覺施加的強大幻術，亦是與伊邪那岐相對的禁忌瞳術「伊邪那美」。兜由於對伊邪那美一無所知，靠大瀑布之術抵消佐助的豪火球後與鼬正面接觸，使伊邪那美正式發動。不知自己中術的兜突然發現自己正在重複經歷相同的戰鬥情景，包括刺中烏鴉分身、被斬斷犄角、被水滴到左肩、乃至踩中羽毛，即使意識到這是某種幻術、使盡招法想脫離卻無濟於事。在現實中，鼬靠伊邪那美施加的幻術，讓兜的意識陷入一種閉合且無法逃脫的無限時間循環，從而徹底掌控他的命運；而代價是鼬的左眼失明。                      |        | |                |
| 338 | 558    | 伊邪那岐與伊邪那美 （Izanagi to Izanami）                                                          | 2013年11月14日 |
| 隨著兜受困伊邪那美幻術，鼬對佐助講解該術會創始出來並非制敵，真正作用是為了懲戒歷史中濫用伊耶那岐來改變命運、進而引發無止境的家族權力相爭的宇智波族人。鼬同時提到伊邪那美中置入一條脫離循環的出路，只要中術者能放棄執念、認清真正的自我即可返回現實，對兜使用是為了讓他醒悟且重拾過去的自己，取決於兜最後能不能幡然悔悟。當時走不出幻術的兜逐漸心力憔悴，並不知道自己在孤兒院的同伴一直在盼望他回家。當完成身為木葉忍者的最後使命後，鼬用月讀操縱兜獲知穢土轉生的解除方法，佐助仍不理解哥哥為何一再地幫助害他淪為至此的木葉村。鼬坦然道如今只有鳴人能改變佐助，如同伊邪那岐與伊邪那美的相對關係。                                  |        | |                |
| 339 | 559    | 我會一直深爱著你 （Omae o Zutto Aishiteiru）                                                       | 2013年11月21日 |
| 五影拼盡全力消滅所有木遁分身，使斑認同五影的實力而“全力應戰”，展現自己高過山峰的完全體須佐能乎而一劍砍平山頭。眼看已無力招架，五影在大軒的支撐下決定拼死一搏。這時，鼬操縱兜解開穢土轉生之術，即將伴隨其他在戰場上的亡靈回歸淨土。升天之前，鼬把握時機靠寫輪眼將自己畢生的回憶送給佐助，讓佐助獲知鼬曾目睹被段藏奪去右眼的止水跳崖自盡，無力代替止水阻止即將發生的宇智波叛亂，因此跟段藏做交易留下佐助一命、再由自己暗中與鳶聯手殲滅宇智波一族，最後還包括鼬與父母死前的交流與承諾。如今認清過錯的鼬選擇相信佐助，讓他決定自己的道路，最後對佐助表示「不管你將來變成什麼樣子，我都會一直深愛著你」。                              |        | |                |
| 340 | 560    | 穢土轉生·解 （Edo Tensei: Kai）                                                                    | 2013年11月28日 |
| 穢土轉生之術正式解除，所有處於封印或未封印的亡者大軍集體靈魂升天，各自把握最後停留在世的時間交代完遺願後回歸淨土。當時命懸一線的五影目睹斑的穢土轉生也即將解除，然而斑的靈魂卻沒有脫離轉生體且打算放手一搏，使綱手不惜性命準備替四影擋下最後一擊。所幸斷趕在升天前實用自己擅長的「靈化之術」，及時前來挽救綱手一命，兩人經過短暫重聚後撫平各自的遺憾。但戰鬥並沒有因此結束，精通穢土轉生解法的斑僅憑結印解開術的控制，以查克拉不受限之亡者的形式停留在戰場，使五影仍如臨大敵。另一邊的鳴人發現六名祭品之力集體靈魂升天後默默感謝鼬，迫使鳶將之前奪得的紅葫蘆及琥珀淨瓶扔進外道魔像中，決定提早實施月之眼計劃。                    |        | |                |
| 341 | 561    | 復活！！大蛇丸 （Fukkatsu! Orochimaru）                                                            | 2013年12月5日  |
| 佐助隨著鼬的離去陷入沉思，開始思考家族、村子與忍者的意義所在，恰好水月和重吾帶著重要卷軸攻入洞穴找到他，使佐助把握這個天賜良機而去向“知曉一切的人們”來尋找答案。為了實施計劃，佐助不惜冒險復活大蛇丸，靠重吾剝下兜身上的一部分來自於大蛇丸之肉體、再加上處於昏迷的紅豆脖子上的天之咒印，靠佐助的「解邪法印」成功使大蛇丸重見天日。而大蛇丸這次復活“感觸良多”，由於目睹繼承自己一切的兜機關算盡卻仍慘談收場，使他茅塞頓開而決定協助佐助的探討。在戰場，鳶靠先前取得的八尾觸角、與身上有九尾力量的金銀兄弟，因而勉強湊齊九隻尾獸的查克拉，準備將實為十尾軀殼的外道魔像強行復活成十尾，迫使鳴人一行人決定爭分奪秒阻止他。            |        | |                |
| 342 | 562    | 時空間忍術的秘密 （Jikūkan Ninjutsu no Himitsu）                                                   | 2013年12月12日 |
| 鳴人、殺人蜂與凱對鳶發起聯合攻勢，但鳶能靠時空間忍術來去自如，卡卡西趁他們周旋時，打算用神威將魔像頭部吸入時空間卻突然中斷。為了證實心中的猜測，卡卡西接下來刻意靠神威吸入一枚帶雷苦無，經過鳴人一番交鋒後，成功在鳶的面具上留下一道刻痕；後來又靠神威吸入鳴人的螺旋丸，這次成功擊中鳶保持虛化的右肩部分。卡卡西由此證實鳶是靠轉移身體的一部分至時空間內來維持虛化，但同時也證實自己的神威空間與鳶的時空間彼此“相連”。經過質問，鳶聲稱是在「神無毗橋之戰」中得到這顆寫輪眼，使卡卡西對眼前的強敵之真實身份產生不詳預感。鳶持續揚言自己會靠月之眼計劃結束這座讓人絕望的世界，卻激勵鳴人和九喇嘛繼續戰鬥下去。                      |        | |                |
| 343 | 563    | 你到底是誰！！ （Temē wa Dare da!!）                                                               | 2013年12月19日 |
| 卡卡西抑制住內心的慌亂而陪鳴人發動新一輪攻勢，耗費巨大查克拉用神威偷偷將鳴人的一個影分身送入時空間。對此渾然不知的鳶從容地進入時空間躲避尾獸玉，卻緊接著面對被卡卡西的神威送進去的影分身。避無可避之下，鳶的面具被螺旋丸徹底擊碎，乃至在眾人面前露出讓卡卡西無法置信的真容，曾經捨身救己的前戰友兼木葉英雄「宇智波帶土」。然而物是人非，帶土早已拋棄原先的名字與成為火影的理想，取代而之的則是一個瘋狂的執念，還聲稱自己會淪為如此是源於卡卡西對凜“見死不救”。面對曾經教會自己“重視同伴”、如今卻判若兩人的帶土，使卡卡西頓時不知如何是好。就在這時，斑結束與五影的戰鬥來到眾人面前，還與帶土同惡相濟。                            |        | |                |
| 344 | 564    | 带土和斑 （Obito to Madara）                                                                       | 2014年1月9日   |
| 帶土和斑在眾人面前表露他們一直以來的共謀關係，其中包括利用長門以輪迴天生之術復活斑的原定計劃，鳴人同時驚恐地獲知另一邊的五影已全軍覆沒，當時僅能靠身體斷成兩截的綱手通靈出蛞蝓勉強續命。面對兩名宇智波強敵，鳴人一行人再度處於劣勢，面對卡卡西的巨大疑問，帶土回想起自己猶如「地獄」一般的生存經歷。自從在洞穴坍塌中無意間靠虛化瞳術倖免於難後，帶土被當時即將壽終的斑帶回山岳墳場、靠植入半身柱間細胞的形式從生死邊緣拉回來。清醒的帶土本感謝斑營救自己，但斑卻需要帶土幫自己實現未盡的使命以償還救命之恩。帶土不打算與斑為伍，但由於自身行動不便、唯一的出口甚至被斑有意堵死，導致他一時無法逃出這座黑暗的地獄。                |        | |                |
| 345 | 565    | 我就在地獄中 （Ore wa Jigoku ni Iru）                                                              | 2014年1月16日  |
| 帶土為了重新見到卡卡西和凜而開始努力復健，在其中兩隻自主意志最強的“白絕本體”與“漩渦白絕”的陪伴下，勉強熬過枯燥乏味的地下生活。直到一段時間過後，行動恢復自如的帶土突然被白絕告知，卡卡西和凜在外面被一群霧忍暗部追殺，當機立斷身穿漩渦白絕為外殼，獲得足夠力量一拳擠碎洞口的巨石，直奔卡卡西和凜的所在處。然而帶土剛趕到事發地點，卻目睹卡卡西用千鳥刺穿凜之心臟的恐怖景象，巨大精神衝擊使帶土與卡卡西的寫輪眼霎那間變成萬花筒。當卡卡西因痛苦而昏倒過去時，帶土陷入狂怒與仰天長嘯，隻身以白絕力量使出「木遁·扦插之術」與「地獄之亂」，輪番激烈的血洗使在場的霧忍無一倖免。獨身站在血池中央的帶土，認清「自己就身處地獄中」。     |        | |                |
| 346 | 566    | 夢境世界（《火影忍者疾風傳一小時特别篇 曉始動～通往青春的橋樑～》上集） （Yume no Sekai）          | 2014年1月23日  |
| 帶土絕望地抱著死在血泊中的凜，強烈認為這不是他所熟知的世界，腦海中迴蕩著斑講述過「不分個體、意識統一」的夢境世界，讓他意識到唯有創造夢境世界才能斬斷戰亂因果、復活死去的凜。帶土毫不猶豫地回到斑身邊，從斑身上繼承理念、步驟、與陰陽遁忍術。斑同時用自身意志創造出“黑絕”、附在白絕本體身上起到監視與指導作用，最後切斷外道魔像補給而靜待復活。然而帶土並不打算聽命於斑，執意要靠自己發動無限月讀來構思出自己心目中的完美世界與同伴。帶土戴上面具以「斑」的身份開始行動，首先來到雨忍村試圖拉攏兒時被斑移植入輪迴眼的長門，但長門、彌彥和小南拒絕與之聯手，隨後組建起實現和平為理想的曉組織，帶土決定先暗中觀察再行動。            |        | |                |
| 347 | 567    | 偷偷靠近的黑影（《火影忍者疾風傳一小時特别篇 曉始動～通往青春的橋樑～》下集） （Shinobiyoru Kage） | 2014年1月23日  |
| 隨著長門、彌彥和小南相繼招收許多擁有相同理念的新同伴，使曉的名聲與勢力開始逐漸壯大，乃至被雨忍村首領半藏知曉。然而當時正值第三次忍界大戰末期，雨忍村成為木葉與岩忍之間的主戰區，以段藏為首的木葉暗部混入岩忍之中，為了木葉利益而四處激化矛盾、阻礙和談的進行。彌彥三人一度跟段藏的隊伍交涉，目睹同伴被襲的長門短暫覺醒輪迴眼的力量掩護他們逃跑。這一幕被段藏看在眼裡，使他決定順勢而為，將大量死去村民遺體帶到半藏面前，以此污衊曉是一群濫殺無辜、妄圖造反的叛賊。本就對曉日漸壯大抱有不安的半藏輕信這個謊言，答應與段藏聯手除去後患。事情的發生讓作為旁觀者的帶土證實，美好的理想在這殘酷的現實面前不堪一擊。                    |        | |                |
| 348 | 568    | 新生·“曉” （Shinsei: 'Akatsuki'）                                                                  | 2014年1月30日  |
| 半藏假借聯手的名義向曉發出邀約，讓彌彥一行人看到成功的曙光，卻不知隔天會是一場“鴻門宴”。帶土試圖最後一次拉攏長門到自己麾下以避免他目睹慘劇，但長門仍堅信彌彥的理想，帶土只好讓長門面對殘酷的現實。在不知道小南被半藏設陷阱抓為人質的情況下，彌彥和長門獨自去面會，然而曉的成員隨後收到緊急線報而察覺到端倪，全員出動趕去支援他們。但帶土和絕殲滅曉的援軍以防他們干預，隨後來到會面地點親眼見證「初生·曉」隨著彌彥之死而隕落，但帶土心裡默默答應會讓長門三人在夢境世界中重逢。就此走向極端的長門正式與帶土和絕聯手，同時將死去彌彥之遺體改造成“帶給世界痛楚”的培因，讓他繼續擔任「新生·曉」的首領。                                |        | |                |

### 卡卡西暗部篇～活在黑暗世界的忍者
《卡卡西暗部篇～活在黑暗世界的忍者》（日语：カカシ暗部篇～闇を生きる忍）作為疾風傳第十六篇章，在2014年2月－5月期間播出，作為與主線劇情有關的原創章節，主要講述卡卡西在暗部時期的故事，篇章同時擴充木葉村內爭外鬥、木遁研究開發、以及宇智波滅族事件的故事。
| 集數 | 總集數 | 標題                                                                                                  | 原劇首映日期  |
| --- | ------ | --- | ------------- |
| 349 | 569    | 掩飾内心的面具 （Kokoro o Kakusu Men）                                                                | 2014年2月6日  |
| 自從接連失去帶土和凜兩位重要同伴後，打擊沉重的卡卡西飽受精神折磨，時不時被凜死時的噩夢驚醒，心如死灰之下遠離凱等同伴而獨來獨往。第三次忍界大戰以勢均力敵的木葉與岩忍兩方之間簽訂和平條約而告終，使段藏等一部分人不服這種形同敗仗的戰果，第三代火影蒜山決定辭去火影一職以表負責，讓位給在戰爭中屢立奇功的波風湊，讓他成為史上最年輕的第四代火影。為了改善卡卡西日漸惡化的精神狀況，湊將他調入火影直屬暗部。 |        | |               |
| 350 | 570    | 湊之死 （Minato no Shi）                                                                              | 2014年2月13日 |
| 卡卡西加入暗部後反而加劇內心的黑暗，執行任務屢次不顧上級命令、對敵人更是不留活口。獲知此事的湊決定安排卡卡西執行私人極密任務，讓他躲在暗處守護當時懷孕的妻子九品。九個月下來，卡卡西出色完成任務以外還大幅改善精神狀況，在九品預產期當天到凜的墓前祭拜並傳達這則喜訊，卻無意間被躲在樹叢中的“面具男”聽見。緊接著九尾之亂的發生造成湊夫婦與大量村民喪生，蒜山搶在段藏之前重登火影之位，對此忍無可忍的段藏趁機煽動因湊之死而重回陰沉的卡卡西，將混亂的根源歸罪於蒜山身上。卡卡西幾近動搖而為段藏獻上蒜山即將去大名府重新上任火影當天的情報，同時發現段藏身邊跟著一名會木遁、代號「甲」的年忍者。                          |        | |               |
| 351 | 571    | 柱间细胞 （Hashirama Saibō）                                                                          | 2014年2月20日 |
| 甲的存在讓卡卡西深入調查罕見木遁血繼限界，獲得蒜山授權來到機密文檔庫獲知，木葉曾試圖盡全村之力針對僅初代火影·千手柱間擁有的木遁展開研究與實驗，表面上因大批實驗受試者犧牲而被立行終止，然而暗地裡卻疑似有人在村內和村外連續擄走平民及嬰兒私自進行該非法人體實驗。了解真相的卡卡西將段藏安排的刺殺行動如實匯報給蒜山，隔天由自己假扮蒜山親自阻止刺殺進行，最後將參與暗殺的甲放走，也希望他能回心轉意。原以為高枕無憂的段藏直接被蒜山抓到現行，然而蒜山最終以村子的未來為主而既往不咎、以示警告，並提醒段藏能時刻認清他們倆之間「一光一暗、缺一不可」的關係。卡卡西同樣被蒜山諒解而重新調入火影直屬暗部，並提報甲的存在。 |        | |               |
| 352 | 572    | 叛忍·大蛇丸 （Nukenin: Orochimaru）                                                                   | 2014年2月27日 |
| 隨著大蛇丸的各個地下非法實驗東窗事發，正式從傳奇英雄淪為叛忍，迫使蒜山和段藏達成共識，派遣卡卡西在內的大量暗部針對大蛇丸進行圍捕。而段藏私底下擔心會洩露自己與大蛇丸之間的情資，暗中派遣甲趕到一處為大蛇丸一旦叛逃而事先準備的據地，準備假借接應為由刺殺大蛇丸滅口。甲發現該地居住著身體能夠煙霧化的煙霧一族，因集體對大蛇丸有恩而全心全意服侍他，然而一族中年齡最小的女孩雪見將甲認作成自己的弟弟“天藏”。 |        | |               |
| 353 | 573    | 大蛇丸的實驗體（《火影忍者疾風傳一小時特别篇 ～被稱為天藏的少年～》上集） （Orochimaru no Jikkentai） | 2014年3月6日  |
| 卡卡西召喚出忍犬而搶先追蹤到煙霧一族的據地，遭到一族之長吾太採取「煙熏之術」攻擊，而甲經過之前的交集對卡卡西產生好奇，以苦肉計的形式出手相救，然而也因此暴露自己的刺殺任務。兩人眼看要跟煙霧一族撕破臉，直到雪見不忍心看著“弟弟”天藏受族人傷害，帶著甲一人藉由煙霧掩護逃跑；即使深知甲並不是自己的弟弟。唯獨留下的卡卡西來到據地外打敗族長吾太，並發現他們的煙霧化身體會輕易被風吹散，並從臨死的吾太口中得知重要情報。雪見和甲走訪附近的集市，甲隱隱約約回憶起自己曾關在木遁地下實驗的水槽中，與雪見的弟弟天藏隔窗相望、互相給予勇氣，由此一度產生與雪見私奔的念頭，直到卡卡西帶著絕望的真相打斷他們的私會。            |        | |               |
| 354 | 574    | 各自的道路（《火影忍者疾風傳一小時特别篇 ～被稱為天藏的少年～》下集） （Sorezore no Michi）           | 2014年3月6日  |
| 卡卡西藉由吾太死前的供述揭示，大蛇丸意圖獲得雪見的血液而以煙霧化形式突圍，但認為只要將雪見為誘餌而足以讓大蛇丸上鉤。甲不願犧牲雪見而與卡卡西發生衝突，雪見一人逃回一族據地卻發現已被大蛇丸血洗，連她自己也難逃一劫。卡卡西和甲放下武器趕回據地卻發現來晚一步，眼看失血過多的雪見即將化為煙霧散去，甲盡全力使用木遁防止煙霧消散，伴隨著當時尚存的煙霧一族的全族人努力下，成功將木遁化為一棵金色“生命之樹”，使雪見重獲新生以外、還讓她的身體永遠保持固化。隨著雪見恢復自由之身，跟甲和卡卡西在一條三岔路口彼此分別，卡卡西選擇隱瞞當天的經過，甲經此一役也發生性格轉變、獲得自主意志，並首次體會到羈絆的感覺。            |        | |               |
| 355 | 575    | 被盯上的写轮眼 （Nerawareta Sharingan）                                                               | 2014年3月13日 |
| 經過大蛇丸叛逃木葉過去三年，甲奉段藏命令前去奪取卡卡西的寫輪眼，即將作為段藏當時右眼上的寫輪眼之替代品。甲原本對此任務陷入內心掙扎，然而由於自己曾被段藏從木遁實驗水槽中解救出來、並在根中給予一席之地，加上獲知卡卡西曾為了完成任務殺死同伴凜後，使他同樣決定埋沒良心。甲趁卡卡西調查大蛇丸其中一處荒廢據點時參與進去，同時趁機對他暗下殺手。面對甲針對自己殺死過凜的質問，卡卡西堅定的表示自己確實殺死過無數叛忍，但從來沒有想過傷害過凜與其他同伴，且懊悔地承認自己沒能保護好凜。卡卡西全力說服甲放棄“傷害木葉同伴”這種本末倒置的任務，然而兩人打鬥驚動一旁冷凍艙中的白蛇實驗體。                                    |        | |               |
| 356 | 576    | 木叶的忍者 （Konoha no Shinobi）                                                                      | 2014年3月20日 |
| 卡卡西獨自留下決戰實驗體以確保他們能成功脫困，幡然悔悟的甲最終放棄暗殺任務，靠木遁假造一顆寫輪眼瞞過監管人後回到根總部。然而段藏發現甲不僅任務失敗、甚至意圖用假眼欺騙他，加上面對甲提出的“忍者不應傷害同伴”之質疑與頂撞後勃然大怒，意圖靠束身咒印加深對他的控制。直到平安脫困的卡卡西緊急找到蒜山請命，獨自來到根總部突破守衛救出甲，但段藏仍然不肯輕易放走他們。危急時刻，蒜山帶領眾暗部將整座總部從裡到外包圍，以木葉急需一名能抑制九尾祭品之力的木遁忍者為由，將甲納入自己的麾下。段藏面對蒜山的強硬態度而不得不就範，甲臨走前感謝段藏多年來對自己的照顧，正式以“木遁天藏”之名加入卡卡西率領的暗部大集體中。        |        | |               |
| 357 | 577    | 暗部的宇智波 （Anbu no Uchiha）                                                                       | 2014年4月3日  |
| 幾年過去，卡卡西和天藏共同以各自的實力與威名而名震忍界，一日接收年僅11歲的新暗部成員宇智波鼬，使一部分人質疑過於年輕的鼬能否勝任暗部任務。在段藏的提議下，卡卡西帶領鼬執行首個實戰任務，負責監視凱的小隊與林之國「般若眾」之間交換情報卷軸，兩人同時身負對方一旦反水則格殺勿論的任務。不出所料，般若眾假借交易為由設下陷阱，卡卡西和鼬出手相救且殲滅所有敵人。不習慣殺生的凱首次見識到暗部所執行的見不得光之任務，不忍心看到卡卡西持續深陷其中，暗中希望蒜山能將卡卡西調離。鼬順利進入暗部得到父親富岳的讚揚，而宇智波一族也因此靠鼬這名間諜，接觸到種種關於木葉高層的情報以安排下一步。                                |        | |               |
| 358 | 578    | 政變 （Kūdetā）                                                                                       | 2014年4月10日 |
| 九尾之亂的發生導致木葉高層基於斑的先例而對宇智波一族產生懷疑，災後命令一族集體遷往村子邊境進行嚴密監視。此舉令宇智波一族與木葉之間產生日漸加深的信任危機，再加上宇智波手握警備職權，屢次過分執法也使村民的不滿逐漸升溫，最終導致宇智波一族在富岳帶領下、透過歷次集會謀劃奪權的政變。唯獨鼬和止水不願看到和平受挫，打算全力阻止政變的發生，止水甚至意圖靠幻術「別天神」讓族人回心轉意。然而獨斷專行的段藏在止水行動前，以伊耶那岐暗算的形式奪走止水的右眼。平安逃跑的止水因無以為繼，將使命與左眼交予鼬手中後跳崖自盡，以自己的死迫使宇智波士氣受挫、延遲政變，並為因此開啟萬花筒寫輪眼的鼬爭取到更多時間。              |        | |               |
| 359 | 579    | 慘劇之夜 （Sangeki no Yoru）                                                                          | 2014年4月17日 |
| 止水之死並沒有遏制宇智波政變的進行，鼬以13歲的年齡當上暗部分隊長，並將宇智波政變的消息如實上報給木葉高層，寄希望村子能和平解決衝突。然而面對毫無對策的蒜山、主張先下手為強的段藏、再加孰不可忍的宇智波一族即將發動革命，逼迫鼬最後決定一人擔起責任，與段藏私下達成協議，暗中伴隨統領曉的“面具男”聯手殺光父母在內的全族後“叛離”木葉。蒜山率領眾暗部首先趕到據地回收所有遺體，憤而撤去段藏的火影輔佐一職，命令他解散根組織且關罰禁閉。鼬暗地裡警告段藏不准傷害佐助，並得到蒜山針對守護和平而私下表示謝意。事件過後，經過凱、阿斯瑪和紅的聯合請求之下，蒜山將卡卡西調離暗部，並任命為擔當上忍。                            |        | |               |
| 360 | 580    | 擔當上忍 （Tantō Jōnin）                                                                              | 2014年4月24日 |
| 卡卡西正式結束長達十年的暗部生活，做起指導新人下忍的擔當上忍，並以自己的忍者經歷與訓誡，在搶鈴鐺生存演習中定出一套嚴格的審查規則。兩年下來，當同期的凱開始帶領小李、寧次與天天時，卡卡西已連續淘汰掉兩屆下忍，基於他們在搶鈴鐺期間或是午餐考驗之中嚴重欠缺團隊精神；暗中觀察的蒜山由此察覺到卡卡西內心的黑暗還未完全根除。卡卡西回憶起自己在湊的考驗中，曾以利用帶土和凜的形式帶領全員過關，質疑自己是否對其他下忍要求太嚴時，原先受他淘汰的學生們卻集體從他的考驗中學到全新的價值，乃至紛紛前來感謝他的教誨。卡卡西因而十分欣慰，隨後被蒜山傳達自己即將在這一屆帶領的新人下忍：鳴人、佐助和小櫻。                      |        | |               |
| 361 | 581    | 第七班 （Dainanahan）                                                                                 | 2014年5月8日  |
| 卡卡西得知自己即將帶領的第七班，隊員包括湊的遺孤鳴人、鼬的弟弟佐助、以及出身平凡的小櫻，首先發現他們三人的生活環境具有天壤之別。蒜山同時表示各班兩男一女的安排都是由自己一手規劃，紅帶領“偵查班”、阿斯瑪帶領“秘術班”、以及凱帶領“體術班”，而特地將鳴人和佐助安排在一班是為了用寫輪眼控制鳴人體內的九尾。卡卡西帶班首日特意遲到，分別到帶土的慰靈碑與凜的墓前祭拜，隨後開始考驗鳴人、佐助和小櫻的團隊合作，最後目睹他們從最一開始時的不合群，直到慢慢通過他的心裡考驗而看到希望的曙光。猶如湊當初深知卡卡西不重視同伴的情況卻選擇接納，卡卡西同樣選擇相信這些年輕下忍，正式走出十多年的陰霾。                            |        | |               |

### 忍界大戰·第七班重聚
《忍界大戰·第七班重聚》（日语：忍界大戦・第七班再び）作為疾風傳第十七篇章，作為《第四次忍界大戰（急）》（日语：第四次忍界大戦 (急)）的第三部分。在2014年5月－8月期間播出，改編自原作漫畫的第608－637章。主要講述第四次忍界大戰接近尾聲，鳴人伴隨著匯聚的忍者聯軍對抗宇智波帶土、宇智波斑以及剛復活的十尾。而另一邊的佐助尋得重要物件，復活「知曉一切的人們」來真正探討村子和忍者的意義所在，乃至得出自己的答案。
| 集數 | 總集數 | 標題 | 原劇首映日期  |
| --- | ------ | --- | ------------- |
| 362 | 582    | 卡卡西的決心 （Kakashi no Ketsui）                                                                             | 2014年5月15日 |
| 當鳴人、殺人蜂和凱吃力地與斑周旋時，留下卡卡西獨自與帶土對峙，由於不忍心傷害曾捨身救己的同伴，喪失鬥志的卡卡西不惜經受帶土的接連嘲諷與攻擊。直到鳴人被帶土和斑的行徑與狂言所激怒，協助同伴突圍以外還重複卡卡西曾在波之國任務時說過的話，發誓「不會讓任何人傷害自己的同伴」。這句話讓卡卡西重新振作起來，下定決心守護繼承帶土原先意志的鳴人。然而卡卡西已精疲力竭，九喇嘛自願將自己的查克拉分給他藉以恢復，再與鳴人聯手對帶土反擊。凱打出晝虎成功瓦解斑的「木遁·木龍」，然而結界中的外道魔像即將完成變身。鳴人與殺人蜂聯手靠一顆超大型尾獸玉攻破結界，但最終還是晚了一步，巨大的十尾時隔千年重返人間。                                   |        | |               |
| 363 | 583    | 忍者聯軍之術！ （Shinobi Rengōgun no Jutsu!）                                                                  | 2014年5月22日 |
| 帶土和斑共同到十尾頭頂進行操縱，展現出八尾與九尾即使聯手都無法匹敵的實力差距，即使卡卡西得到一部分九尾查克拉、短暫以力量提升數倍的神威收放八尾發動奇襲，但在十尾面前仍顯得不足為患。隨著八尾和九尾雙雙到極限，被迫花時間凝聚查克拉，四人因此無力繼續對抗十尾。千鈞一髮之際，鳴人的所有同伴伴隨著眾聯軍部隊及時抵達戰場，以本部的鹿角所規劃的完美戰術、加上五大忍村的忍者們默契配合而成的陣形，成功封死十尾的行動。鳴人自信地表示他們所展現的「忍者聯軍之術」將會擊敗無限月讀，並引領著眾人對帶土和斑發動聯合攻勢。斑雖對五大忍村如此勠力同心的景象感到不可思議，但仍堅信等到戰爭結束，這副完美景象將化為泡影。                          |        | |               |
| 364 | 584    | 聯繫之物 （Tsunagareru Mono）                                                                                  | 2014年6月5日  |
| 十尾進化成第二形態瞬間瓦解聯軍方的陣形，帶土與斑繼續操縱十尾連續用尾獸玉發動遠距離攻擊，最後一發命中遠方的聯軍本部，使鹿角、亥一等所有身在本部的人均難逃劫數，但戰場上的聯軍同時也收到鹿角傳達的最後指示與戰術。帶土深感鳴人相似於過去的自己，決定在鳴人身上重現自己失去凜時的絕望感，操縱十尾對聯軍發動無差別襲擊的木遁·扦插之術。戰場瞬間橫屍遍野，寧次更是縱身為鳴人和雛田擋下致命一擊，自願用生命保護同伴和家人而壯烈犧牲。帶土以此輪番諷刺而使鳴人的內心逐漸崩塌，直到雛田的溫柔一巴掌將鳴人打醒，督促鳴人為了所有人而不能止步於此。在雛田的關懷及陪伴下，鳴人重新振作並緊握雛田的手，使雛田身上現出九尾查克拉。                   |        | |               |
| 365 | 585    | 暗地舞動的人們 （Shinobimau Mono-tachi）                                                                       | 2014年6月12日 |
| 鳴人和九喇嘛聯手為眾聯軍提供查克拉，藉以增幅所有人的力量與忍術，來實行鹿角生前安排的戰術。鹿丸、井野以及小李都強忍悲痛繼續戰鬥，以不讓親友白白犧牲。帶土操縱十尾將聯軍以“籠中鳥”形式圍住時，鳴人帶領得到九尾查克拉的眾聯軍、融為一體化做鳳凰衝破“牢籠”，成功切斷帶土與斑對十尾的控制。與此同時，佐助一行人返回木葉村「南賀神社」的宇智波集會地，大蛇丸依照至寶卷軸破解「屍鬼封盡」之封印而恢復雙手靈魂，再指示重吾靠灌輸仙術力量來逼出佐助身上由鳶放置的六個白絕分身。重吾靠吸收一個白絕恢復力量，大蛇丸拋棄舊身體並鑽入一個白絕體內進行轉生。剩下四個白絕淪為穢土轉生的祭品，讓脫離死神腹中、知曉一切的歷代火影重返人間。              |        | |               |
| 366 | 586    | 知曉一切的人們 （Subete o Shiru Mono-tachi）                                                                   | 2014年6月19日 |
| 歷代火影千手柱間、千手扉間、猿飛蒜山以及波風湊從死神腹中解脫後，在大蛇丸的穢土轉生復活之下齊聚一堂，且因靠含有柱間細胞之白絕影響，因此集體擁有接近生前的實力。經過一番短暫的敘舊後，大蛇丸希望他們能回答佐助的種種問題，佐助從蒜山口中證實鼬的真相、以及得知是扉間對宇智波所持有“偏見”成為恩怨的開端，最後向開創忍村的柱間詢問“何為家族、何為忍者、何為忍村”，打算依照回答來得出自己的答案。柱間即使得知斑的復活以及戰況的進行，但還是同意耐心回答佐助的問題以幫他排憂解難，認為若置之不理只會火上澆油。柱間便靜坐下來開始講述自己自打兒時起所經歷的一切，以及與斑的友情、衝突、乃至決裂的所有前因後果。                                |        | |               |
| 367 | 587    | 柱間與斑 （Hashirama to Madara）                                                                               | 2014年7月3日  |
| 柱間和斑最初在混亂無序的戰國時代中以打水漂的形式相識，由於當時各家族之間彼此忌憚、爭鬥不斷，兩人在沒透漏家族姓氏的情況下，成為一對擁有相同想法的知己，一段時間下來幾乎無時不刻地聚在一起玩樂、思考未來，乃至坐在岩壁上產生“建立忍村、實現和平”的想法。在當時忍者平均壽命不到三十歲、孩童接連在戰場上夭折的慘況下，柱間的兩個弟弟板間和瓦間相繼戰死、而斑則失去過三個兄弟，縱使兩人決定實現理想以保護各自唯一僅剩的兄弟。然而經過一次打水漂各回各家後，柱間卻被父親佛間告知斑來自於千手一族不共戴天的宿敵宇智波一族，命令柱間隔天見面時設陷阱將其引出後殺死，導致無法對摯友動手的柱間陷入兩難困境。                                      |        | |               |
| 368 | 588    | 戰國時代 （Sengoku Jidai）                                                                                     | 2014年7月10日 |
| 柱間和斑隔天在河邊用打水漂見面時，都被各自的父親要求殺死對方，正當雙方用石頭暗示對方立即逃跑時，雙方的父親和弟弟集體一湧而上。眼看各自的兄弟即將受傷害，柱間和斑被迫彼此出手，斑決定就此跟柱間劃清界線，也因為失去與柱間的友誼而開啟寫輪眼。即刻起，柱間和斑從一對知己演變成戰場上廝殺的敵人，長大後分別帶領各自的家族。經過長年累月的戰鬥，宇智波逐漸落入下風，斑的弟弟泉奈也不幸戰死於扉間之手，悲憤的斑移植入弟弟的雙眼獲得永恆萬花筒，執意要與柱間一決雌雄。這場一天一夜的戰鬥最終以斑的落敗告終，但柱間不只網開一面，甚至打算以自己一命償還造成泉奈喪生的愧疚，對此感化的斑出手制止，同意與千手達成和解。                          |        | |               |
| 369 | 589    | 真正的夢想 （Hontō no Yume）                                                                                   | 2014年7月24日 |
| 戰國時代最終以千手和宇智波握手言和、共同建立匯聚各大家族之忍村的形式畫下句點，柱間和斑成功實現童年時的夢想，斑用手中的落葉將村子命名為「木葉忍者村」，所創的國家體系同時開始被周邊的大國及小國效仿。然而隨著柱間以民選形式當上初代火影，讓斑察覺到宇智波在握有主權的千手面前日漸式微，逐漸領略到「世人無法真正相互理解」的真理。斑頓時發現自己孤身一人，直到在宇智波代代相傳的六道仙人石碑內容中找到“答案”，便與柱間道別獨自離開村子。直到多年後，斑為了尋求“真正的夢想”而駕馭著九尾襲擊木葉村，意圖摧毀自己與柱間所建立的一切，當柱間意識到斑將不會止步後下定決心，以強大的木遁「仙法·真數千手」全力以赴。                             |        | |               |
| 370 | 590    | 佐助的答案 （Sasuke no Kotae）                                                                                 | 2014年7月31日 |
| 在終末之谷的決戰中，柱間決定以保護村子為重而一改常態，瞄準斑的“弱點”加上木遁分身掩護進行背後捅刀，堅定地表示「自己不會放過任何會與村子為敵的人」；斑死前嘲諷如此本末倒置的做法終將自取滅亡。柱間以此總結忍者為“忍辱負重”之人、建立村子也是為了維持秩序、聯繫各家族、且守護家人與後代。佐助聽完歷代火影的分別敘述與自省後，深切領悟到村子和忍者的意義所在，以及柱間與鼬不惜一切想守護村子與和平的理由，最後決定不再拘泥於復仇、而是前往戰場奮戰以守護鼬的理念。追隨他的人包括解除束縛的歷代火影以外，還包括大蛇丸、水月和重吾。越獄逃脫的香燐也靠感知找到眾人所在，讓鷹小隊再次齊聚一堂，與歷代火影共同奔向戰場、守護未來。              |        | |               |
| 371 | 591    | 空洞 （Kazaana）                                                                                               | 2014年8月7日  |
| 鳴人雖然帶領聯軍切斷帶土和斑對十尾的控制，卻也導致十尾陷入狂暴，發動地動山搖的「天變地異」，巨大的衝擊波造成聯軍再度處於劣勢，僅能靠鳴人提供九尾查克拉外衣防住衝擊。卡卡西中途打算靠神威阻止，卻遭到帶土攔截而使他們二人集體掉進神威的異空間，卡卡西原本有機會殺死帶土卻再次遲疑而停手，意圖最後一次進行勸降、喚回帶土曾經的意志。然而帶土卻表示自己早已獲知凜當初被霧忍村強行改造成三尾祭品之力、因此被迫借卡卡西之手自盡而保護村子的真相，由此證實這座殘酷又絕望的世界只會為任何人留下巨大的“心靈空洞”，唯獨能靠無限月讀的夢境進行填補。卡卡西反駁說內心的空洞是需要同伴填補、而不是這種無稽之談，費勁口舌卻無法喚回帶土的良知。      |        | |               |
| 372 | 592    | 填補空洞的材料 （Umeru Mono）                                                                                  | 2014年8月14日 |
| 卡卡西確認帶土沒有迷途知返的念頭，為了保護忍界與帶土原先的意志，下定決心殺死如今深陷黑暗的帶土。而戰場上的聯軍無力抵擋十尾即將發射的巨大尾獸玉，即使鹿丸靠井野的心轉身之術、集合所有人的力量使出成倍的土墻進行阻擋卻於事無補。千鈞一髮之際，湊率先趕到並用飛雷神將尾獸玉轉移至遠方海面上，還以封印在身上的另一半九尾而同樣進入九尾模式；而蒜山、扉間和柱間隨後相繼趕到，四名火影聯手使出「四紫陽陣」結界、加上柱間的「仙術·明神門」徹底封鎖十尾的行動。佐助伴隨重吾同時趕到，向木葉的同伴們表示自己下決心“成為守護忍界的火影”，使鳴人、小櫻等同期夥伴均對此目瞪口呆，但為了對付眼前共同的強敵而勉強接受他，使分隔已久的第七班再次重聚。 |        | |               |
| 373 | 593    | 第七班集結！！ （Dainanahan, Shūketsu!!）                                                                      | 2014年8月21日 |
| 歷代火影的參戰為聯軍注入強心針，所有人在柱間的木遁分身帶領下進入結界，斑決定耐心等待與柱間本體的戰鬥。十尾為了自保而製造出無數隻「分裂體」阻止聯軍，而小櫻目睹鳴人和佐助一如既往地衝在自己的前面，回想起自己的艱辛訓練過程，包括從綱手身上習得的百豪之術，在一瞬間釋放出積攢已久的龐大查克拉，僅僅一拳擊碎地面消滅大量分裂體。此舉激勵其他同期夥伴，使每人發揮出近年來的訓練成效力抗眼前的各個敵人。然而隨著大型分裂體越來越多，加上祭經過空中觀察發現若不清除分裂體則無法靠近十尾本體。為了取得先機以及幫助同伴治療，第七班三人同時施展通靈之術，召喚出各自的通靈獸蛤蟆吉、青蛇與蛞蝓，正式以“新時代”木葉三忍的形式鼎立。              |        | |               |
| 374 | 594    | 新的三足鼎立 （Aratanaru Sansukumi）                                                                           | 2014年8月28日 |
| 鳴人和佐助駕馭著各自的通靈獸攻向十尾，而小櫻留下來靠蛞蝓治療聯軍，使所有人都不由得讚歎能見識到新時代木葉三忍的光輝。而鳴人和佐助還將彼此的「風遁·螺旋手裡劍」以及「炎遁·加具土命」雙者結合，合為「灼遁·光輪疾風漆黒矢零式」擊中十尾的本體。與此同時，大蛇丸帶領水月和香燐趕到治療中的五影身邊援助，水月和香燐以各自的能力使奄奄一息的綱手恢復生機。綱手無法置信自己會被如今“煥然一新”的大蛇丸相救，並回憶起他們三忍於上次大戰受困敵陣時曾經歷過的“三足鼎立”，遺憾大蛇丸沒能在自來也活著的時候改變。隨著大蛇丸先行一步前往戰場支援，綱手迅速靠蛞蝓治好其他四影，乃至集體返回戰場。                                                       |        | |               |
| 375 | 595    | 卡卡西VS帶土 （Kakashi VS Obito）                                                                              | 2014年9月4日  |
| 卡卡西與帶土在神威空間中進行忍者互鬥，情景猶如兩人小時候的忍組手切磋，然而這次卻是生死相搏。經過激烈的空手搏擊、忍術較量、以及聲東擊西的伏擊手段，兩人最終分別以雷切和黑棒互相發動致命一擊。帶土的黑棒避開卡卡西要害，而卡卡西的雷切則直接刺穿帶土的心臟。卡卡西受傷倖免的同時，奄奄一息的帶土靠神威轉移回十尾頭頂上。斑察覺到帶土已油盡燈枯後，意圖控制他對自己發動輪迴天生，然而帶土卻拼盡餘力結不同的印。在鳴人和佐助前去阻止前，湊靠死前對戰“面具男”時在其背後留下的飛雷神印記率先將其斬殺，卻也從震驚到無奈地發現敵人竟是曾經的弟子帶土。始料未及的是，帶土所結的印讓他直接吸收進整體十尾，最後化身為「十尾祭品之力」。            |        | |               |
| 376 | 596    | 九尾搶奪指令（《火影忍者疾風傳一小時特别篇 鳴人VS機器鳴人～九尾搶奪指令～》上集） （Kyūbi Gōdatsu Shirei）     | 2014年9月11日 |
| 在這則原創特別篇中，曉組織闖入大蛇丸的一處因實驗意外而遺棄的研究所中，重啟大蛇丸的科學實驗作品並輸入“搶奪九尾”的指令。該實驗作品闖入木葉村尋找目標，讓眾人發現實為一架機械化的機器鳴人，不但全副武裝、甚至能吸收鳴人的九尾查克拉，迫使鳴人的同伴與上忍們聯合起來，幫忙爭取將鳴人送出村躲避的時間。 |        | |               |
| 377 | 597    | 鳴人VS機器鳴人（《火影忍者疾風傳一小時特别篇 鳴人VS機器鳴人～九尾搶奪指令～》下集） （Naruto tai Meka Naruto） | 2014年9月11日 |
| 由於機器鳴人勢不可擋，即使有砂忍村的我愛羅前來援助，卻因迪達拉出面攪局而失敗。大蛇丸意圖趁火打劫時受到自來也阻攔，為鳴人爭取修改機器鳴人指令的時間。然而大蛇丸的干預造成機器鳴人爆發出自身專屬的“祭品之力的力量”，一隻巨大的機器九喇嘛開始襲擊木葉村，機器鳴人最終自我犧牲，以自爆的形式將機器九喇嘛一併摧毀。全村歡慶鳴人的勝利時，木葉村也因我愛羅追趕迪達拉時受波及而被流沙暴流淹沒。 |        | |               |

### 忍界大戰·宇智波帶土
《忍界大戰·宇智波帶土》（日语：忍界大戦・うちはオビト）作為疾風傳第十八篇章，又名《十尾的祭品之力誕生》（日语：十尾の人柱力誕生），在2014年8月－12月期間播出，改編自原作漫畫的第638－662章。主要講述急切想實現無限月讀的宇智波帶土，靠變成「十尾的祭品之力」而成為忍界最強之人，迫使鳴人和佐助、以及身後萬眾一心的忍者聯軍對抗他，利用其內心矛盾將他“拉回現實”。
| 集數 | 總集數 | 標題 | 原劇首映日期   |
| --- | ------ | --- | -------------- |
| 378 | 598    | 十尾的祭品之力 （Jūbi no Jinchūriki）                                                                                      | 2014年9月18日  |
| 帶土以十尾祭品之力的全新形態現身，實力接近六道仙人的神話級別，甚至集中十尾的力量連續打破明神門及四紫陽陣，如此逆天強的力量連柱間都深感棘手。歷代火影僅能靠各自的不死之軀正面迎敵，全力分析帶土的能力以讓其他人規劃戰術。但帶土緊接著陷入極不穩定的狀態，甚至忘記自己是誰，源於他還無法完全控制住十尾的龐大力量。就在帶土的意志險些被吞噬時，為了重新見到凜而憑藉自身意志頑強地戰勝十尾，進入比之前更完全的“六道狀態”。帶土得以操縱包含陰陽遁在內的全七屬性查克拉，合為「求道玉」球體與錫杖進行戰鬥，能將眼前的任何忍術化為虛無。衝上前的湊因此被打個措手不及，右臂被打斷而無法復原。                                       |        | |                |
| 379 | 599    | 突破口 （Toppakō） | 2014年9月25日  |
| 眼看帶土即將在湊、鳴人和佐助面前引爆一顆求道玉，所幸扉間及時用飛雷神之術將攻擊轉移。鳴人和佐助再次合力使用灼遁合體技，伴隨湊和扉間聯合施展的「飛雷神互瞬迴旋之術」，即使趕在帶土用求道玉防禦前擊中，卻仍無法傷害其分毫。帶土揚言現在的自己無人能敵，開始居高臨下地嘲諷自己的老師湊的種種失敗。湊因此懊悔自己未來得及救帶土、凜和妻子九品，逐漸認為忍界經此浩劫都是自己一手導致時，一旁的鳴人責罵與火影背道而馳的帶土沒資格貶低火影，同時觀察到帶土沒能化解蛤蟆吉解除通靈前吐出的蛤蟆鐵炮，由此發現仙術能奏效。鳴人以此作為突破口而與扉間的飛雷神打出完美配合，靠仙術螺旋丸給予帶土背後重重一擊。                           |        | |                |
| 380 | 600    | 鳴人誕生的日子 （Naruto ga Umareta Hi）                                                                                    | 2014年10月2日  |
| 背後遭重創的帶土發現六道狀態下的自己無法使用神威虛化，決定不再給對方進攻的時機，釋出十尾的一部分“花樹”本體，即將釋放四顆十尾等級的尾獸玉掃清戰場。帶土同時以「六赤陽陣」包圍戰場，自己則躲入求道玉內部靜待爆炸結束。眾聯軍無計可施又無路可逃，直到鳴人靈機一動而伴隨父親實行自己的解救之計。靠父子倆的對拳以讓他們各自體內的陰陽九尾之查克拉“融為一體”，湊的一發飛雷神及時將身上同樣附有九尾查克拉外衣的眾聯軍轉移至結界外而倖免於難。在帶土先前的嘲諷中，鳴人得知隔天既是自己父母的忌日、也是自己的生日，向身邊的父親表示自己已見過母親九品的查克拉。看著兒子鳴人如今的蛻變與成長，湊不由得流下感動的眼淚。               |        | |                |
| 381 | 601    | 神樹 （Shinju） | 2014年10月9日  |
| 鳴人與九喇嘛合作將仙人模式與九尾模式合為一體，與身邊的父親湊共同施展灌輸仙術的父子螺旋丸，開始慢慢將帶土逼入絕境。然而帶土決定先下手為強，召喚出十尾本體決定盡快發動無限月讀。而進化成最終形態的十尾化為“神樹”迅速生根成長，龐大的根鬚開始在戰場上蔓延開來，所有不慎被纏住的忍者都被瞬間吸乾查克拉致死。在另一邊與柱間單挑的斑，根據宇智波石碑內容揭示神樹實為查克拉的源頭，源自忍界初生時從天而降、與世無爭，直到千年一次結出的查克拉果實被一名嚮往和平的“公主”吃下，使她獲得終結戰爭的力量，卻也因此開啟永無止境的“因果循環”。斑以此領悟若想斬斷世間因果，只能遵從石碑上記載的無限月讀來重塑世界。                       |        | |                |
| 382 | 602    | 忍者的梦想 （Shinobi no Yume）                                                                                             | 2014年10月16日 |
| 神樹的出現與遍地的死屍使聯軍產生前所未有的絕望感，鹿丸更是不慎接觸到神樹而性命不保，柱間靠井野的心轉身之術為所有人揭曉神樹的來源。但聯軍幾乎都寧願坐以待斃，連鳴人都即將喪失鬥志，唯獨佐助開啟須佐獨自上陣，同時靠身邊的重吾灌輸同為仙術的咒印力量進行強化。鳴人因此重新振作跑去與佐助並肩作戰，由於精神仍對接而使戰場上的所有人一覽鳴人的內心、經歷、遺憾、以及“不想讓付出的犧牲白費”的覺悟，乃至紛紛重新燃起鬥志。景象使柱間回憶起由自己發起的首次五影會談，自己曾兩度磕頭懇求當時話不投機的在座四影，共同簽下一份僅以平分尾獸力量為前提的和平協議。而如今，五大忍村終於不計前嫌、攜手同行，讓柱間看到夢想的曙光。       |        | |                |
| 383 | 603    | 追尋希望 （Saki o Ou） | 2014年10月23日 |
| 忍者聯軍再次萬眾一心追逐希望，在重回戰場的現任五影帶領下發起總攻，決定把握神樹開花的剩餘時間內集合全力將樹砍倒。原本奄奄一息的鹿丸受鳴人激勵而重新站起來，並決定等鳴人當上火影後為他擔任輔佐出謀劃策。綱手和小櫻共同發動百豪之印、召喚蛞蝓本體來為聯軍提供治療，扉間和湊共同用飛雷神及查克拉對接進行遠程支援。鳴人和佐助持續在空中與帶土周旋，逐漸不耐煩的帶土疑惑道，鳴人為何一而再再而三地做出無意義的奮鬥。鳴人僅是重述自己“永不言棄”的忍道，並開始將自身及佐助的力量結為一體，準備發動最後一擊。 |        | |                |
| 384 | 604    | 被同伴填满的心 （Nakama de Michita Kokoro）                                                                                | 2014年10月30日 |
| 佐助效仿斑而將須佐附在九尾化的鳴人身上以“攻守兼備”，帶土將求道玉化為六道仙人創世時的神劍「天沼矛」及盾牌，並以自己的強大內心意志固化。鳴人因此召集自己的同伴，協助他們分別使用大玉螺旋丸打破帶土的盾牌，最後由自己與佐助合力斬向帶土。基於被鳴人永不放棄的言行所影響，帶土的內心陷入“矛盾”，導致手中的武器瞬間不堪一擊，身體被斬開之下漏出體內的尾獸力量。鳴人靠先前得到的部分尾獸查克拉進行連接後開始拔河，我愛羅和殺人蜂分別協助拔除一尾與八尾的查克拉，鹿丸則呼叫眾聯軍集體一湧而上加入行列。攜手並肩的景象使帶土徹底動搖，鳴人隨著查克拉接觸而進入帶土的內心世界中，看穿他的動搖後決定一舉摧毀他的瘋狂執念。           |        | |                |
| 385 | 605    | 宇智波带土 （Uchiha Obito）                                                                                                | 2014年11月6日  |
| 帶土一路以來堅信著“世界無希望可言”，卻在戰鬥中目睹與自己相似的鳴人一次又一次地重新振作起來，開始懷疑自己是否選錯道路以外，腦中甚至浮現出自己當初若是選擇接受現實，回到木葉村以及同伴身邊，慢慢走出失去凜的傷痛，最後實現夢想成為火影的幻想。鳴人看出帶土開始“後悔”，奮力斥責同樣以火影為夢想的他卻漸行漸遠。帶土只承認自己確實想透過鳴人來重現自己曾經歷的絕望，證明自己做出明智之選，還聲言自己只是以另一種輕鬆的方式完成火影的壯舉。然而鳴人直言無論是成為火影或實現和平都必須腳踏實地、而不是弄虛作假，更不能損人利己、不擇手段地完成。與鳴人的對話讓帶土回憶起自己的兒時經歷，以及與卡卡西、凜和湊結為一班的種種回憶。 |        | |                |
| 386 | 606    | 好好看著你 （Chanto Miteru）                                                                                               | 2014年11月13日 |
| 帶土接著回想起自己曾在凜的幫助下勉強撐過中忍考試，努力修煉與身為天才的卡卡西競爭，慢慢變強追上他以獲得凜的青睞，並深知凜無論如何都會“好好看著他當上火影”。而如今，帶土逐漸開始表現出懊悔的樣子，鳴人繼續指出帶土之前靠意志戰勝十尾源於不想割捨掉湊班的回憶，以此作為突破口讓帶土重新回想起曾經的身份與夢想，並以凜說過話來勸服帶土“無需用逞強來掩飾自己”。鳴人最後對帶土伸出援手，奉勸他回頭是岸。 |        | |                |
| 387 | 607    | 已實現的諾言 （Mamoreta Yakusoku）                                                                                         | 2014年11月20日 |
| 鳴人奮力一拳將帶土從自我懷疑中打醒，帶土隨即將眼前的鳴人看成少年時的自己，而少年帶土表示凜對現在的他只會嗤之以鼻，真正想守護的人是以火影為夢想的帶土。在現實中，經過眾聯軍努力下，帶土體內的尾獸被全部拔除，一尾到七尾也集體恢復自由，落敗的帶土恢復成常人狀態墜落至地面。療傷結束的卡卡西靠神威返回現實，準備親手將倒地不起的帶土就地正法，直到湊因同樣窺探到帶土的內心悔悟而出手制止，並表示出自己沒保護好他們三人的愧疚。帶土坦白自己的世界觀伴隨凜之死而改變，並以近幾年的所見所聞更加確信現實的殘酷，但卡卡西以自己受同伴關懷而走出陰影的經歷，堅信鳴人能成為希望的曙光，引領眾人向著成功道路邁進。                   |        | |                |
| 388 | 608    | 最初的朋友 （sayisyonotomo）                                                                                               | 2014年11月27日 |
| 柱間與斑在戰鬥中拼個魚死網破，當斑被柱間的「木龍之術」束縛並抑制住查克拉時，鳴人位於神樹頂端所丟出的大玉螺旋手裡劍給予斑重重一擊，同時以此讓聯軍知道正確方位，共同趕去迅速將斑封印。我愛羅目睹曾經改變過自己的鳴人，如今無需下令便能引領眾人攜手同行，仔細回想自己的黑暗童年乃至遇見鳴人後學會重視同伴以及愛的真正意義，決定以鳴人為榜樣而引領剛獲得自由的眾尾獸，共同加入封印斑的行列。 |        | |                |
| 389 | 609    | 憧憬的姐姐（《火影忍者劇場版：最終章》上映前紀念一小時特別篇 《日向的姐妹～無法改變的命運～》上集） （Akogare no nē-sama） | 2014年12月4日  |
| 比雛田小五歲的日向花火生於日向宗家，從小便崇拜著溫柔又強大的姐姐，即使雛田當時已忙於修煉以繼承宗家掌門身份。起初單純貪玩的花火直到一日偷看姐姐和寧次修煉，寧次因經不起憤怒而被日足以額頭的「籠中鳥」咒印束縛，使花火首次見識到家族的黑暗面。花火從此開始努力學習柔拳和武藝，飛速的進步讓日足和長老考慮廢長立幼，讓雛田和花火姐妹倆以決定繼承人進行公開比試，最後雛田因心軟而輸給花火，使花火接過繼承人的重任。 |        | |                |
| 390 | 610    | 花火的決心（《火影忍者劇場版：最終章》上映前紀念一小時特別篇 《日向的姐妹～無法改變的命運～》下集） （Hanabi no ketsui）   | 2014年12月4日  |
| 隨著花火開始為繼承家族重任而努力，並相信這就是自己無法改變的命運時，不情願地陪父親去觀看當時的中忍考試賽事，卻目睹曾經多次打傷過姐姐、被日足譽為「日向一族天才」的寧次，輸在被稱為「妖狐」的鳴人手中。驚艷全場也讓花火逐漸相信命運能被改變，並在接下來的幾年期間不斷地聽聞鳴人的英勇事跡，乃至在培因襲擊中得知姐姐不顧生命危險救他，間接促使鳴人戰勝培因而拯救全村，才使花火改變曾經的想法，下定決心走出屬於自己的道路。 |        | |                |
| 391 | 611    | 宇智波斑襲來 （Uchihamadara tatsu）                                                                                        | 2014年12月11日 |
| 帶土被剝除體內的全部尾獸而奄奄一息，僅能靠留在體內的外道魔像勉強續命，悔不當初的他在湊和卡卡西面前準備發動輪迴天生之術，決定犧牲自己一命復活此戰中的所有犧牲者。帶土表示自己做出長門生前相同的贖罪之舉，坦然道自己輸給鳴人、湊和長門共同師承的自來也。然而，久未露面的黑絕聽從斑的指示從地底鑽出、一手控制住帶土對斑一人發動輪迴天生，讓斑成功以生者的形式復活。斑開始獨自將計劃回歸正軌，即使失去穢土轉生的輪迴眼，但依然輕鬆靠感知陸續擊退擋在面前的鳴人、祭和佐助。斑一手擒住被多根黑棒封死查克拉穴道而無法動彈的柱間，將他體內的仙術查克拉據為己有，最後將目標轉向正要趕來的眾聯軍與眾尾獸們。                         |        | |                |
| 392 | 612    | 內心 （Ura no kokoro） | 2014年12月18日 |
| 眾聯軍無人知道斑已完全復活，而眾尾獸合力施展的強大封印卻被斑輕易靠須佐脫身。斑同時靠忠誠於自己的白絕分身帶回自己的另一隻輪迴眼，其被帶土事先藏好；因此只需湊齊帶土左眼上的輪迴眼便萬事俱備。斑從帶土體內召喚回外道魔像，並以施展輪迴眼瞳術「輪墓·邊獄」，以“不存在的物理攻擊”當場打散所有尾獸，迅速為牠們套回魔像之鎖準備統統拉回魔像中封印。隨著鳴人即將被抽離九尾，而無力阻止的守鶴近距離目睹曾經被自己折磨一整個童年的我愛羅，如今卻不計前嫌想保護自己，開始回想起自己曾在最初的祭品之力·分福身上學到的關於“接受別人心意”的忠言，如今切身體會到「愛」的意義，開始與我愛羅有難同當。                                         |        | |                |
| 393 | 613    | 真正的終結 （Hontō no owari）                                                                                              | 2014年12月25日 |
| 即使在眾人努力之下，眾尾獸仍然一個接一個被拖入外道魔像中，殺人蜂雖然靠八尾自斷一小節觸角來保留查克拉而倖免，但鳴人卻是體內的尾獸被完全抽離而幾近瀕死。我愛羅聽從九喇嘛被封印前的“指示”而迅速將鳴人帶離，由於當時忠於斑的漩渦白絕造出一座無人能敵的木遁觀音像擋在眾聯軍面前，我愛羅帶上唯一保留查克拉的小櫻治療鳴人而趕往別處。扉間意圖偷襲斑卻被反制，全身同樣被黑棒貫穿，即使扉間為佐助製造發動空中偷襲的機會，然而斑不但以輪墓擋下攻擊，甚至效仿柱間當初「不被感情左右，並以大局為重」之理念而一劍刺穿佐助的心臟。隨著完勝的斑慢慢走遠，佐助強忍傷痛卻最終無力起身，與另一邊的鳴人共同落入瀕死的局面。                   |        | |                |

### 鳴人的背影～夥伴的軌跡～
《鳴人的背影～夥伴的軌跡～》（日语：ナルトの背中～仲間の軌跡）作為疾風傳第十九篇章，在2015年1月－5月期間播出，均為動畫原創章節。主要講述鳴人離村修煉的兩年期間，木葉村和砂隱村聯合舉辦一場中忍考試，除鳴人以外的同期夥伴成為中忍的考試過程。
| 集數 | 總集數 | 標題                                                     | 原劇首映日期  |
| --- | ------ | -------------------------------------------------------- | ------------- |
| 394 | 614    | 新的中忍考試 （Aratanaru Chūnin shiken）                 | 2015年1月8日  |
| 瀕死的鳴人由我愛羅和小櫻護送去搶救時，綱手堅信代表「希望」的鳴人一定能挺過來，同時回憶起一段過往。當時是鳴人陪自來也外出修煉的兩年後，綱手與就任風影不久的我愛羅，代表木葉村與砂忍村重辦一場「聯合中忍考試」，意圖藉此試探各大國的反應以及「曉」的動向。我愛羅冒著被曉組織以及對自己就任風影心懷不滿的“反對勢力”共同盯上的風險，決定以砂忍村為主辦方的名義在自村中舉辦，打算藉此引蛇出洞。最後雙方同意將第一場筆試定在木葉村的忍者學校，而第二場生存戰則定在砂忍村的「魔之沙漠」。綱手派遣暗部向五大國各村遞送考試邀請函，並委派卡卡西前去封閉的雨忍村遞送邀請。                                                                                    |        |                                                          |               |
| 395 | 615    | 中忍考試開始！ （Chūnin shiken, kaishi!）                | 2015年1月15日 |
| 當土、水、雷三大國均拒絕參與後，只有木葉村、砂忍村、雨忍村、草忍村、以及瀧忍村參加此次考試。當時統領雨忍村的培因命令小南挑選麾下的一批年輕下忍到木葉參加考試，以此掩蓋半藏勢力被推翻的現況，還藉此機會調查木葉的祭品之力。砂忍村代表團中包括我愛羅的弟子小祭在內的27名下忍，而瀧忍村代表團則由七尾祭品之力·楓與兩名隨從組成的一班。木葉村代表團中包括紅班、凱班、以及由小櫻臨時加入而湊齊三人的阿斯瑪班；總計123人參與這次聯合中忍考試。 |        |                                                          |               |
| 396 | 616    | 三個問題 （Mittsu no mondai）                            | 2015年1月22日 |
| 第一場限時30分鐘的筆試由鹿丸擔任監考官，為了考驗每組隊伍的團隊精神以及勝任隊長的資質，首先將各個三人小隊分別拆分至三間不同的隔音密閉教室，並在試卷上準備不同分的三個問題，表示會以三人小隊的總分與整體平均成績判定；無論是總分過高或是低於平均成績都不合格。如此另闢蹊徑的安排一時讓所有考生不知所措，由於不知身在別間教室的同伴會如何作答，在難以聯繫上同伴的情況下只能各自另想辦法。 |        |                                                          |               |
| 397 | 617    | 適合做隊長的人 （Rīdā ni fusawashī mono）                | 2015年1月29日 |
| 寧次想出讓所有考生都得100分而全員通過的計策時，即使受到對手考生有意阻擾，但還是成功讓其他兩間教室中的同伴回答正確題目。而考試結束前，鹿丸放出作為心理考驗的最後一題：「發生緊急情況時要由小隊中的誰留下來當誘餌？」表示三人小隊的答案必須一致。大部分隊伍都集體猜出“交白卷”的正確答案，其餘有意想犧牲一名同伴來過關的隊伍則全部淘汰。手鞠擔任第二場考試的監考官，命令所有通過筆試的考生必須在規定時間內趕至砂忍村的魔之沙漠。 |        |                                                          |               |
| 398 | 618    | 第二場考試，前夜 （Niji shiken, zen'ya）                 | 2015年2月5日  |
| 作為中忍考試監督官的我愛羅頻繁受到反對勢力的暗殺企圖，但無論如何都不會放棄監督官一職或是向對方屈服。包括木葉11人在內的30名考生在規定時限內趕到魔之沙漠，然而第二場考試前夜的晚間聚餐中彼此起衝突，肚子餓的丁次陪井野和小櫻冒著沙塵暴外出找食物，卻受到巨大蝎子攻擊，而楓在不暴露祭品之力身份的情況下展現強大實力救下眾人。隔天，30名考生紛紛簽下同意書參與考試，開始一場限時三天、搜集天地卷軸的生存戰。 |        |                                                          |               |
| 399 | 619    | 魔之沙漠生存戰 （Ma no sabaku no sabaibaru）             | 2015年2月12日 |
| 砂忍體術忍者紫羅帶領兩名隊員決定全力協助同村下忍過關，同時靠幻術將身在附近的寧次、小李和天天誘導至別處。當凱班意識到是幻術而解開時，紫羅便將三人困入流沙中而繼續協助同村下忍。然而所有被紫羅解救的下忍們卻決定恩將仇報，諷刺不會忍術或幻術的紫羅沒資格指使他們。當紫羅小隊陷入絕境時，所幸凱班靠天天的梯子逃離流沙陷阱，及時趕到而嚇跑所有砂忍，而小李經過了解而發現自己和紫羅屬同一類人。 |        |                                                          |               |
| 400 | 620    | 作為體術忍者 （Taijutsu tsukai to shite...）             | 2015年2月19日 |
| 紫羅表示兒時一無所有的自己是得到我愛羅的支持與協助才得以成為忍者，參加考試也是為了回報我愛羅的恩情。而小李回想起自己兒時遭受同齡人排擠的經歷與艱辛的修煉過程，獨自追上剛剛逃走的下忍們而決定為紫羅討回公道。但紫羅還是站出來勸阻，一番莊重的宣言使所有背叛過他的下忍們集體歸順，自願放棄他們的卷軸當作賠禮且認同紫羅為一份子。小李隨後提出與紫羅公開比試，各自以體術忍者的身份一決高下。 |        |                                                          |               |
| 401 | 621    | 追求極限者 （Kimeshi mono）                              | 2015年2月26日 |
| 在對決中，小李吃力地抵抗拳速和防禦更勝一籌的紫羅，而寧次看出紫羅利用自身的體術查克拉、利用貓頭鷹原理而發動悄聲無息的攻勢。即將不敵的小李情急之下回憶起自己的訓練及凱教導的動腦筋，硬是防住紫羅的攻勢且直開八門遁甲的第三生門。而紫羅同樣打開相似於八門遁甲的自創招「七天呼法」，靠增大肺活量而使全身活性化。小李不得不開到五門才取勝，但紫羅也因此對小李刮目相看。與此同時，我愛羅隱約察覺到楓的祭品之力身份。 |        |                                                          |               |
| 402 | 622    | 逃走VS追跡 （Tōsō VS tsuigeki）                          | 2015年3月5日  |
| 考試進行到第二天，由風見、步樂彌和無暗組成的草忍三人小隊一路上連續打敗多個小隊，但搜集到卻全是已擁有的天之書，最後將目光轉向手持地之書的牙、志乃和雛田。牙小隊起初不慎輕敵而正中對方下懷，導致手中的地之書被搶走，風見小隊集體乘上一頭通靈鼴鼠而脫逃。而牙發誓會奪回卷軸，但好不容易趕上趕上敵人卻步入對方準備的流沙陷阱，命懸一線的三人靠赤丸的敏銳而逃出生天，隨後立刻乘勝追擊。 |        |                                                          |               |
| 403 | 623    | 絕不放棄的毅力 （Akiramenai dokonjō）                    | 2015年3月12日 |
| 步樂彌四處佈下異味而隱去他們的前進路線，本讓牙小隊一時在沙漠中暈頭轉向，但牙最終受鳴人絕不放棄的毅力影響而全力追蹤，最後找到敵人的位置。察覺到敵人即將靠近的風見小隊同樣決定折返決一勝負，牙小隊小隊首先靠蟲分身迷惑敵人，隨後找準時機現身摧毀對方的通靈鼴鼠，無計可施的風見小隊集體在牙的三頭狼攻擊之下落敗，使牙小隊成功湊齊天地卷軸而奔向終點。 |        |                                                          |               |
| 404 | 624    | 天天的煩惱 （Tenten no nayami）                          | 2015年3月19日 |
| 天天逐漸不滿自己在隊上總是擔任補助工作而陷入煩惱，當隔天走入沙漠中央的一處遺跡時，受到由紫陽花、睡蓮和芙蓉組成的雨忍三人小隊伏擊；而三人同時奉小南的命令暗中搜集木葉祭品之力或強者的情報。兩方交戰過程中，天天注意到紫陽花與自己一同使用召喚兵器的時空間忍術，之後不慎與她一同掉進崩塌的遺跡內部中受困。 |        |                                                          |               |
| 405 | 625    | 被困住的兩人 （Tojikomerareta futari）                   | 2015年3月26日 |
| 為了逃出生天，天天和紫陽花只能化敵為友、合作逃生，由於天天對於生長在封閉雨忍村的紫陽花並不了解，而紫陽花在沒有透漏國家內情的情況下、堅信雨忍村在培因的引領下能迎向新生。在外有各自的同伴合作解救她們，天天和紫陽花順著棲息在遺跡中的巨大蟻群找到出口，但卻同時和外面的同伴共同遭遇蟻群包圍。當紫陽花力氣用盡時，天天回想起自己的修煉，靠卷軸召喚出大量水而衝破遺跡，各自獲救後握手言和，答應在第三場考試中再會。 |        |                                                          |               |
| 406 | 626    | 自己的位置 （Jibun no ibasho）                           | 2015年4月2日  |
| 小櫻、井野和丁次一路上不慎丟失水和食物、加上還未集齊卷軸而陷入進退兩難的境地。三人隨後遭遇一隻巨大毒蝎襲擊，小櫻奮力一拳打死毒蝎，卻也讓手留下傷。井野用自己努力學會的醫療忍術治療小櫻時，回想起自己為了和鹿丸和丁次並肩而行，為了盡快確定自己的位置而同樣拜綱手為師的艱苦學習過程。與此同時，由雨乃、光司與志志雄組成的砂忍醫療小隊，感知到她們三人的所在位置而決定奪取卷軸。 |        |                                                          |               |
| 407 | 627    | 山中一族‧秘傳忍術 （Yamanaka Ichizoku – Hiden ninjutsu） | 2015年4月9日  |
| 雨乃小隊追上小櫻三人後打算提供治療來換取她們的卷軸，不但展現出比小櫻三人更勝一籌的實力，甚至靠志志雄的偏光砂陣隱去存在。井野雖然靠感知術精確找出找出對方所在，但雨乃小隊仍靠醫療水遁·水海蜇迅速復原傷勢。幾近無計可施的小櫻三人受到井野在絕境中掌握的山中一族秘傳忍術，用心轉身之術傳遞她們三人的想法，最後成功一舉擊敗雨乃三人。分出勝負的兩隊互相給予治療，答應在接下來的第三場考試中再決一勝負。 |        |                                                          |               |
| 408 | 628    | 詛咒人偶 （Noroi no ningyō）                             | 2015年4月16日 |
| 小櫻半路上因使用查克拉過度而力盡昏倒，源於她將大量查克拉存於百豪之術、而只將一小部分查克拉用於治療和戰鬥上面，因此每次都只能僅剩使用。然而這時，她們三人遇到另一個由詛咒傀儡師沙夜率領的砂忍小隊，其利用相似於心轉身的傀儡模仿術相繼控制住井野和丁次的身心，最後留下小櫻一人對敵。而當時跟在大蛇丸身邊修煉的佐助，考慮將大蛇丸身邊的水月和香燐收為隊友，並刻意促成水月逃跑以證實他和香燐的實力強弱。 |        |                                                          |               |
| 409 | 629    | 兩人的背後 （Futari no Senaka）                          | 2015年4月23日 |
| 井野耗費全力使自己和丁次脫離控制，過程中摧毀沙夜的傀儡、迫使她利用自己的“本體”進行戰鬥。小櫻三人瞬間被砂嵐之術掀起的沙塵龍捲、加上沙夜靠詛咒砂人偶之術製造出的大量砂子傀儡包圍，隨著力盡的丁次和井野相繼受傷，使小櫻再次陷入孤身一人的窘境。直到小櫻憑藉自身想變強而追上鳴人和佐助、加上為了保護同伴的強大意志，硬是擠出體內百豪蘊藏的查克拉而一拳結束戰鬥，不但迅速治好井野和丁次，並與他們二人並肩而行。 |        |                                                          |               |
| 410 | 630    | 開始發動的陰謀 （Ugokidashita Inbō）                     | 2015年4月30日 |
| 當各小隊即將靠近作為終點站的中央塔時，作為反對勢力首領的不義利用魔之沙漠的地利掀起巨大沙塵暴，藉以混淆砂忍村感知部隊偵測。各小隊因此陷入伸手不見五指的困境，其中小祭、浴衣和御興不慎落入流沙，而身在附近的楓冒著身份暴露的危險，使用七尾的力量將三人救出後給予治療。勘九郎和手鞠中斷考試後率領部隊營救各處的考生們，而我愛羅同樣前來營救時注意到楓的救人之舉。這時，不義的共謀者法一靜待沙塵暴停止後開始行動。 |        |                                                          |               |
| 411 | 631    | 被盯上的尾獸 （Nerawareta Bijū）                         | 2015年5月7日  |
| 法一曾學習過砂忍村初代祭品之力·分福的封印術，沿路襲擊小祭、浴衣和御興來誘使我愛羅上鉤後，以彈琵琶形式施展類似於魔像之鎖的「法力封印術·仙除離吸」，打算慢慢將我愛羅體內的守鶴抽出。而同身為祭品之力的楓感應到危險，打算營救我愛羅卻同樣中封印術而無法動彈。另一邊躲過沙塵暴的寧次小隊面臨缺失地之書，卻正好注意到跑來求救卻幾近脫水昏倒的小祭，得知我愛羅遭到襲擊。 |        |                                                          |               |
| 412 | 632    | 寧次的判斷 （Neji no handan）                            | 2015年5月14日 |
| 眼看我愛羅和楓即將被抽離尾獸，只能靠楓使用「忍法·蟲薰」製造出大型繭拖延時間，而寧次決定做出鳴人會做的判斷，帶領小李、天天和小祭折返回去救人。楓的兩名隨從華嚴和妖狼隨後趕到，為了救出楓而只能與寧次一行人達成共識。即使法一在自己身邊立下「法力結界·千矢柱」來反彈任何物理攻擊，但寧次藉助同伴掩護而進入繭中，靠白眼看出該封印術精確命中祭品之力的查克拉穴位，最後靠柔拳相繼解救我愛羅和楓，並使法一遭到力量反噬而落敗。 |        |                                                          |               |
| 413 | 633    | 託付未來的想法 （Mirai ni takusu omoi）                  | 2015年5月21日 |
| 我愛羅靠砂分身找到躲在沙漠中的不義而進行同等交談，向他表示自己兩年前中忍考試後的轉變，以及自己開始被一部分年輕下忍們接受的現況，最後表示自己打算排除舊時代的“憎惡”，並將希望託付給未來的後代們。不義因此欣慰我愛羅的成長，最後在沙漠中切腹自盡謝罪。我愛羅隨即取消第三場考試，並讓各村的影決定是否讓該屆考生們晉級，表現出色的小櫻一行人集體獲綱手准許升中忍，貢獻最大的寧次跳級升上忍。砂忍村的紫羅、小祭一行人成功晉級後各奔前程；紫陽花回村後雖與小隊集體升上中忍，但後來卻不幸在自己的首個S級任務中殉職，她的遺體被小南回收用作為培因畜生道的替換身體。楓回村期間不巧受飛段與角都尾隨，最後敗於兩人的不死能力手中，乃至被帶回曉組織且抽出尾獸。 |        |                                                          |               |

### 無限月讀·發動之章
《無限月讀·發動之章》（日语：無限月読・発動の章）作為疾風傳第二十篇章，在2015年5月－9月期間播出，改編自原作漫畫的第663－677章。主要講述帶土被擊潰不久，靠禁術復生的宇智波斑重回戰場，進入比帶土更強的“六道”狀態，導致戰局瞬間逆轉。鳴人和佐助站在死亡邊緣，無限月讀發動在即，剩餘的忍者只能硬著頭皮上陣，阻止敵人終結世界。
| 集數 | 總集數 | 標題 | 原劇首映日期  |
| --- | ------ | --- | ------------- |
| 414 | 634    | 死亡邊緣 （Shi no kiwa）                                                                                                | 2015年5月28日 |
| 我愛羅和小櫻火速將瀕死鳴人送往湊的所在處，準備靠湊體內的陰九尾挽救鳴人一命，而小櫻不惜隻手替鳴人跳動心臟、加上人工呼吸來保證他能活下去。香燐同樣感知到佐助性命不保，不惜隻身跳出去、靠自身漩渦一族力量突破擋在面前的木遁觀音像，縱使大蛇丸、水月和重吾合作突圍，共同奔往佐助所在處。扉間看著倒地的佐助卻無力起身，突然注意到佐助身旁出現一個不明人影。而湊與卡卡西當時仍跟附在帶土身上的黑絕周旋，我愛羅和小櫻隨後趕到，掩護湊將陰九尾轉移至鳴人體內，但黑絕卻趁父子傳遞時伺機先將陰九尾收入囊中。除此之外，斑靠吸收進整體十尾，進入比帶土更為強大、完全的六道狀態，直接飛到措手不及的眾人面前。                                     |        | |               |
| 415 | 635    | 兩個萬花筒 （Futatsu no Mangekyō）                                                                                      | 2015年6月4日  |
| 面對已無人能敵的斑，湊、卡卡西和我愛羅三人聯手都無法傷及斑分毫，直到帶土以餘力防止黑絕離開自己的身體，趁近身時一手戳穿斑的心臟。帶土表示自己已找到新的希望，正式變回“以火影為夢想的宇智波帶土”。與斑的接觸不僅使帶土重獲一小部分六道力量，還全力拔出斑體內的一尾與八尾的一小部分查克拉，卡卡西配合帶土而用神威將鳴人和小櫻送入時空間，帶土剛想轉移卻來不及躲開斑的攻擊。為了確保能救鳴人，卡卡西和帶土再次以同伴的身份攜手共戰。景象讓帶土回憶起自己五歲時與卡卡西在一場少年忍術表演中首遇，乃至進入忍者學校中針鋒相對，然而卡卡西緊接著失去父親朔茂，使曾經顧及同伴的他發生性格巨變。                                               |        | |               |
| 416 | 636    | 結成・湊班 （Kessei: Minato han）                                                                                       | 2015年6月11日 |
| 還未從學校畢業的帶土，開始陸續聽聞卡卡西在任務中與前輩們發生多次衝突，打招呼時也發現卡卡西整個人散發著冰冷的氣息。起初帶土並不在意或理解，勉強畢業後跟卡卡西和凜組成由湊帶領的班，雖然帶土和卡卡西依然保持著競爭意識，但凜總是能以“手拉手”的方式讓他們和好。湊班在一天內順利完成所有D級任務，因此被蒜山批准隔天集體參與本要由湊一人負責的“C級任務”，負責護送一批湯之國護衛忍者遞送重要密函。然而湊在任務途中發現周圍被大量敵人包圍，深感不安下與帶土留下來斷後，命令卡卡西帶領凜與四名護衛前進。其中一名護衛途中不慎負傷後墜橋至河川中，剩下的三人之中甚至有兩名叛徒，聯手重傷最後一名護衛後準備奪取密函。                           |        | |               |
| 417 | 637    | 你負責支援 （Omae wa bakkupuda）                                                                                        | 2015年6月25日 |
| 湊與帶土及時趕回援助被困的卡卡西和凜，而重傷的護衛死前交代自己手中的實為假密函，讓卡卡西意識到真密函在之前墜橋的護衛身上。由於任務級別與內容不符，湊班剛想打道回府，直到帶土硬拉著眾人善始善終。最後湊班聯手殲滅所有的敵人，營救墜橋生還的護衛，確保其手中的密函能平安遞送後回村。但卡卡西和湊最後都意識到，他們只是僱主用來聲東擊西的“佯攻小隊”，目的是為掩護另一批護送真密函的隊伍。時間回到現在，達成相互理解的卡卡西和帶土並肩而行，雙方的萬花筒同時使用神威而加快速度，使帶土順利在斑的攻擊襲來前進入時空間，與小櫻共同拯救鳴人。而卡卡西原本逃不過攻擊，卻幸運得到臨時折返回來支援的凱的營救。                                 |        | |               |
| 418 | 638    | 蒼藍猛獸VS六道斑 （Ao no Mōjū VS Rikudō Madara）                                                                        | 2015年7月2日  |
| 大蛇丸一行人趕至佐助身邊時，發現兜正在治療瀕死的佐助，而兜在伊邪那美幻術中認清錯誤、找回自我，因此趕來挽救佐助性命以報答對鼬的恩情。另一邊，凱直開第七道門·驚門與六道狀態的斑正面交鋒，然而絕技「晝虎」對斑而言完全不痛不癢。凱意識到必須捨棄生命才能在此戰中創造一線生機，下定決心開啟第八道門·死門與斑硬拼，同時回想起曾經做過相同決定的亡父對自己的諄諄教導，認為時刻已經來到。凱童年時是一名落榜忍者學校招生的吊車尾，連父親戴都是人過中年、整日把“青春”掛在嘴上的萬年下忍。而凱刻苦修煉唯一擅長的體術且堅持不懈，最終引起蒜山的注意而破格進入學校，即使難以跟上節奏，但仍然將挑戰當時的天才卡卡西為最大目標。                   |        | |               |
| 419 | 639    | 爸爸的青春 （Papa no seishun）                                                                                          | 2015年7月9日  |
| 自從進入忍者學校後，凱原本不出眾的體術實力開始突飛猛進，連父親戴都逐漸難以跟上凱的體力；而戴同時教導凱修煉體術的同時必須要有「自我約束」。起初凱沒有在意父親的用意，不但靠每日修煉成功畢業，甚至漸漸能與卡卡西打成平手，與他在長年累月的較量中互有勝負。當凱成為中忍執行重要任務時，逐漸對仍在做D級任務的父親感到丟人，直到一晚被父親傳授其苦練二十年的八門遁甲之陣，最後更是目睹父親為了保護自己，開啟死門正面硬拼先代忍刀七人眾而英勇犧牲。時至今日，凱決定遵守父親“誓死守護重要之物”的理念，毫不猶豫地開啟死門直奔斑而去，全身圍繞著死門獨有的紅色血蒸汽，徹底從「蒼藍猛獸」進化為「紅色猛獸」。                                  |        | |               |
| 420 | 640    | 八門遁甲之陣 （Hajimon tonkō no jin）                                                                                   | 2015年7月23日 |
| 凱霎那間施展出“超越五影數十倍的力量”，所施展的死門絕技「夕象」之衝擊波，將斑直接深深地打入地底。為了施展連續的夕象，凱很快習慣一般人無法奈何的碎骨之痛，以強大的風壓將斑定格在空中動彈不得，而湊隻身替凱擋下斑的求道玉球體後轉移，讓凱無障礙地給予斑重重一擊。斑起身後稱讚凱是繼柱間後首個讓他感到棘手與振奮的對手，迫使凱決定用所剩無幾的力量進行“最後一搏”。與此同時，鳴人在精神世界中清醒，與一名懸浮在空中、具有輪迴眼以及六道力量的老者面對面交談，老者介紹自己名為大筒木羽衣，身為傳說中開創忍宗的“六道仙人”。羽衣同時揭示鳴人自己從未察覺到的特殊血統，作為羽衣的次子阿修羅的轉世。                                           |        | |               |
| 421 | 641    | 六道仙人 （Rikudō Sennin）                                                                                              | 2015年7月30日 |
| 羽衣同時跟身處不同精神世界中的鳴人和佐助進行面對面交談，揭示佐助身為長子因陀羅的轉世；兩者上一任轉世者是柱間和斑。羽衣表述斑的力量逐漸向自己的母親、曾以力量一統天下的大筒木輝夜靠攏，甚至交代無限月讀實為囚禁人類心靈的幻術。為了阻止忍界化為烏有，羽衣分別從鳴人和佐助兩人的口中得到“最真實的答案”，將自身的陰遁和陽遁查克拉分別給予他們兩人；鳴人同時集齊所有尾獸的查克拉。在外的凱發動最後的死門絕技「夜凱」，血蒸汽具現化作赤龍的形態，直奔一腳踢碎斑的左半身。然而斑仍撐過這拼死一擊，但願將凱稱為“最強的體術忍者”，正準備以求道玉解決即將邁向死亡的凱。但復活的鳴人及時趕到，不但一腳踢開求道玉，甚至靠自身的陽遁挽救凱一命。 |        | |               |
| 422 | 642    | 傳承之物（《火影忍者劇場版：慕留人》上映前紀念一小時特別篇 《鳴人的競爭對手～傳承之物～》上集） （Uketsugareru mono）   | 2015年8月6日  |
| 木葉丸在鳴人離村修煉的兩年期間幫忙打掃其公寓，在此期間一直偷偷苦練從鳴人身上學會的色誘之術，決定將其發揮最大成效來讓鳴人大吃一驚。但鳴人回村後因為總是“有任務在身”，木葉丸只能獨自修煉，等到鳴人終於有空時，被鳴人傳授影分身和螺旋丸。由於木葉丸是從零開始學習，直接卡在第一階段的水球修行上，但卻幸運地從擅長的色誘術中領略到查克拉旋轉的要素，還因此順利通過第二階段的橡膠球修行。 |        | |               |
| 423 | 643    | 鳴人的對手（《火影忍者劇場版：慕留人》上映前紀念一小時特別篇 《鳴人的競爭對手～傳承之物～》下集） （Naruto no raibaru） | 2015年8月6日  |
| 木葉丸深入修煉螺旋丸時獲知叔叔阿斯瑪死於曉手中，除了悲傷以外還苦惱自己沒有戰勝敵人的實力，在緊迫感直逼之下決定儘快修煉成果。當鳴人後來戰勝角都時，很快回村陪木葉丸完善螺旋丸。當培因攻入村子時，木葉丸幫忙疏散村民以外，首次實用練成的影分身和螺旋丸，將培因地獄道打個措手不及，還救下受傷的惠比壽。木葉丸同時在災難中保留鳴人的舊外套，將其放在堆積村民重要物品的地方。 |        | |               |
| 424 | 644    | 崛起 （Tatsu） | 2015年8月13日 |
| 斑沒來得及復原就被獲得六道之力的鳴人打個措手不及，鳴人甚至靠體內的四尾查克拉使用「熔遁·螺旋手裡劍」，將斑連同整棵神樹當場削斷。眼看即將功虧一簣，斑聽從神樹的指示而將樹整體吸收進體內，結合神樹力量而恢復全盛狀態。佐助獲得陰遁查克拉重新站起，左眼甚至開啟六勾玉輪迴眼，單獨被扉間的飛雷神轉移至鳴人身邊並肩作戰。斑同時面對兩名實力突飛猛進的對手感到棘手和困惑，就連輪墓邊獄都能被鳴人感知到、或被佐助用輪迴眼看穿，而佐助還靠瞳術「天手力」將遠處的斑直接轉移至眼前進行夾擊。斑決定速戰速決而用輪墓當替身後飛往別處，當場奪去卡卡西的寫輪眼而進入神威時空間，趕在小櫻摧毀帶土左眼上的輪迴眼之前捷足先登。                        |        | |               |
| 425 | 645    | 無限之夢 （Mugen no yume）                                                                                              | 2015年8月20日 |
| 帶土用最後的瞳力將小櫻安全送回現實，無力還擊之下落入斑之手。當斑發現帶土心臟上原先由自己種下的控制符咒、已被帶土先前借卡卡西之手而摧毀時，冷笑道帶土和凜都是靠“相同的方式”摧毀心臟上的符咒。帶土聽完後恍然大悟，得知是斑一手策劃凜之死而導致自己淪為他的棋子，絕望又無奈之下被斑奪回左眼。在現實，鳴人、佐助和小櫻在卡卡西面前齊聚，鳴人還靠陽遁幫卡卡西植回左眼而恢復健全。斑此刻伴隨已無生命體征、由黑絕控制的帶土返回現實，利用輪墓邊獄外加多顆地爆天星爭取時間，一人飛往空中對著月亮、遵從宇智波石碑上記載的詳細步驟，在額頭上開啟用來實現無限之夢的“月之眼”。在第七班和眾聯軍阻止不及的情況下，斑結完印正式發動無限月讀。       |        | |               |
| 426 | 646    | 無限月讀 （Mugen Tsukuyomi）                                                                                            | 2015年8月27日 |
| 無限月讀時隔千年再次發動，穿透一切物體的耀眼光芒瞬間普照大地，使戰場上的眾聯軍、包括世間所有人與動物全部難逃劫數。所有中術者瞬間陷入永恆的幻術中，斑緊接著遵從步驟使用神樹界降臨，所有中術者被神樹鬚條如同蛹一般地包裹起來。唯獨逃過一劫的人只有第七班全員，其被佐助靠特殊的完全體須佐保護，另外包括身為穢土轉生之軀的歷代火影。蒜山同時找到失蹤至今的大和，其從操縱木遁觀音像的漩渦白絕內釋放出來，但大和剛被釋放出來沒多久就一同受困於無限月讀幻術中。大和在夢中回想起自己的過往，以及自己加入第七班起的一系列失敗。但在無限月讀的夢境中，大和帶領第七班戰勝一個又一個強敵，乃至被推選為第七班的新領袖而找到歸屬。                 |        | |               |
| 427 | 647    | 前往夢境世界（《火影忍者疾風傳一小時特别篇 天天之路～前往夢境世界～》上集） （Yume no sekai e）                         | 2015年9月3日  |
| 天天與凱和小李分開行動，準備將此前意外尋獲的兩件六道忍具琥珀淨瓶與紅葫蘆用來協助聯軍方，然而隨著無限月讀的發動，天天也一同陷入幻術之中。然而夢境世界中的天天仍分得清現實，但無論如何嘗試都無法逃脫幻術，雖身在世間太平的木葉村，但出現在身邊的同伴都擁有跟現實截然相反的性格，連已故第四代火影也變成小櫻的父親春野兆。天天只能盡可能跟其他人保持距離並思考逃脫方法，而言行舉止開始被該夢境中名為「波風筍乾」的“鳴人”察覺。 |        | |               |
| 428 | 648    | 天天的所在地（《火影忍者疾風傳一小時特别篇 天天之路～前往夢境世界～》下集） （Tenten no ibasho）                        | 2015年9月3日  |
| 逃出夢境無果的天天幾近放棄，身邊只留有來自現實中保存六道忍具的卷軸。就在天天苦惱之時，不慎被村裡的一名雨忍間諜誘騙，導致她被視為叛忍而關進監獄。而小李和寧次前來探望，再三表示他們只是想關心她，而筍乾隨後抓獲真間諜、幫天天澄清罪名，最後讓她自行選擇去留。恰好半藏帶領雨忍對木葉發起總攻，給天天一次使用寶具終結危機而撥亂反正的機會。至此，天天在這片夢境世界中找到真正的歸屬感，慢慢放棄逃回現實的念頭。 |        | |               |
| 429 | 649    | 殺人蜂落風傳‧天之卷 （Kirabi rappūden: ten no maki）                                                                    | 2015年9月10日 |
| 殺人蜂靠八尾封入魔像之際自斷的一小節觸角所保留的尾獸查克拉而倖免，然而剛一脫身就直接陷入無限月讀的幻術之中。在他的夢境裡，九隻尾獸起初因缺失力量而都以Q版形象跟在各自的祭品之力身邊，而殺人蜂與二位由木人分頭行動，聯手解救被各村當作軍事力量而遭囚禁的祭品之力同袍。我愛羅和鳴人相繼被殺人蜂解救且逃出村子掌控，但一行人仍要合作想辦法擺脫木葉暗部的追兵以及曉組織的捕捉。 |        | |               |
| 430 | 650    | 殺人蜂落風傳‧地之卷 （Kirabi rappūden: chi no maki）                                                                    | 2015年9月17日 |
| 瀧忍村的七尾祭品之力·楓前來協助迫使曉一方先撤退，殺人蜂解釋自己召集祭品之力同胞，是為了保護「落風城」的公主，且防止曉復活十尾進攻城池。眾人找到四尾祭品之力·老紫時巧遇佐助、大蛇丸和兜阻攔，但佐助不願繼續參與，留下大蛇丸和兜被五名祭品之力聯手碾壓。隨著五尾、六尾和三尾相繼找到，九名祭品之力齊聚一堂、攜手共戰對抗曉的大軍，在殺人蜂的號召下集齊力量而全部尾獸化，成功使曉狼狽脫逃，殺人蜂慶祝勝利時卻不知這是一場夢。 |        | |               |
| 431 | 651    | 再次展露那份笑容 （Ano egao o mōichido）                                                                                | 2015年9月24日 |
| 香燐在夢境中首先回顧自己陪母親流亡到草忍村的悲慘童年，母親被當地人視作靈丹妙藥卻慘遭活活咬死，再由年幼的自己來頂替工作。直到大蛇丸相中她的能力而收留她至實驗所，讓她重遇自己在中忍考試時邂逅的戀人佐助。而香燐同時在夢境中實現自己最大的心願，復仇完成的佐助奪下第六代火影之位而對木葉進行改革，但草忍村趁亂入侵木葉打算將香燐捕回。香燐爆發查克拉消滅所有敵人，奄奄一息時最終盼到佐助再一次對她展露最初見面時的笑容。 |        | |               |

### 自來也忍法帖〜鳴人豪傑物語〜
《自來也忍法帖〜鳴人豪傑物語〜》（日语：自来也忍法帳〜ナルト豪傑物語）作為疾風傳第二十一篇章，在2015年10月－2016年2月期間播出，均為動畫原創章節。主要講述當時已陷入無限月讀夢境的綱手，在夢境世界裡閱讀自來也寫的一篇結合著部分前期劇情、由不同方向發展的架空小說。主要圍繞從小和父母一起長大的鳴人、以及從未經歷過滅族的佐助兩人之間的競爭。
| 集數 | 總集數 | 標題                                        | 原劇首映日期   |
| --- | ------ | ------------------------------------------- | -------------- |
| 432 | 652    | 吊車尾忍者 （Ochikobore shinobi）           | 2015年10月1日  |
| 陷入無限月讀夢境的綱手回到自己喝酒的亭子，開始閱讀面前擺放的一本自來也在現實中未能面世、如今卻在夢境世界中完成的小說文稿。在這則故事裡，湊夫婦並未在九尾之亂中喪生，而是陪伴鳴人一起成長。隨著湊繼續擔任第四代火影，伴隨蒜山經過多年交涉而成功避免宇智波叛亂的發生，也使無後顧之憂的鼬陪伴佐助一起度過童年。而鳴人和佐助自從被分入第七班後，一如既往地保持著競爭關係，鳴人一次任務時不慎落入峽谷，在生死交關的困境之中喚起體內的九尾查克拉，成功施展自來也傳授的通靈之術召喚出蛤蟆文太而倖免於難；這也是鳴人首次使用九尾的力量。這時，木葉村突然發生上忍集體失蹤事件，迫使卡卡西小隊、阿斯瑪小隊、凱小隊與紅小隊執行聯合任務。 |        |                                             |                |
| 433 | 653    | 出擊·搜尋任務 （Shutsugeki: tansaku ninmu） | 2015年10月8日  |
| 眾下忍跟隨忍蝶的蹤跡來到上忍們失蹤的村莊附近調查，但一名躲在暗處的“面具男”藉助忍蝶鱗粉施展「八卦盤掌」控制住卡卡西、阿斯瑪、凱與紅，使他們四人集體被地下的黑色縫線拖入地底消失。十二名下忍因找不到各自的指導上忍而在森林中暈頭轉向，唯一留下來的則是湊在任務前給予各小隊的飛雷神苦無。當第七班打算與紅小隊會面時，隸屬曉組織的飛段來到他們三人面前，準備進行詛咒儀式。而另一邊的第十班，則遇到與曉無瓜葛的彌彥、長門和小南三人前來攔路。 |        |                                             |                |
| 434 | 654    | 自來也小隊 （Chīmu: Jiraiya）               | 2015年10月15日 |
| 鳴人靠影分身險險避開飛段的詛咒能力，並用多重影分身打飛段一個措手不及，迫使他與搭檔角都拎著剛俘虜的卡卡西撤退。而第十班與自稱「自來也小隊」的彌彥三人在森林中大打出手，得知他們三人不滿大國肆意挑起戰爭而打算用武力回擊，使第十班撤退至附近荒無人煙的村莊。而村莊中剛好住著一對兄弟倆，鹿丸走進去打算進行詢問情況。然而身在二樓的長門因童年陰影導致輪迴眼力量暴走，不但導致屋子坍塌、還使兄弟倆落入深坑中生死未卜。 |        |                                             |                |
| 435 | 655    | 优先顺序 （Yūsen jun'i）                    | 2015年10月22日 |
| 隨著彌彥三人奮不顧身進入深坑中營救孩子們，鹿丸則帶領井野和丁次優先撤退，直到半路上遇到一名當地女村民，得知跑回村子裡的兄弟倆是她的孩子。而彌彥三人雖然找到受困地下水道的兄弟倆，但受到在地下棲息的巨大山椒魚生物「真樹」攻擊，直到鹿丸小隊順著村口的祠堂中的密道一路進入地下，及時援助而為彌彥三人爭取到喘息時間。而鳴人一行人匯聚後在村子裡被一團黑色球體阻擋，發現卡卡西等上忍們囚禁其中，鳴人和寧次冒險奔入球體內與“面具男”接觸。 |        |                                             |                |
| 436 | 656    | 戴面具的男人 （Kamen no otoko）             | 2015年11月5日  |
| 寧次驚訝地發現面具男竟有白眼，得知他遷怒於木葉村墨守陳規、不顧及他人性命與想法而“一成不變”的現況。面具男緊接著為兩人展示日向事件的全貌，以及寧次的父親日差憑藉自身意志而做出的“自我犧牲”，諷刺他僅是自欺欺人般的淪為村子的替死鬼，因此企圖拉攏寧次聯手藉由外力來改變村子現況。另一邊，鹿丸和彌彥兩方聯手營救成功，讓兄弟倆回到母親的懷抱中，但兩隊最終因意見不合而分道揚鑣，但仍開始對彼此改觀。 |        |                                             |                |
| 437 | 657    | 被封印的力量 （Fūin sareshi chikara）       | 2015年11月12日 |
| 面具男向寧次揭示是自己召集彌彥小隊以及曉組織，意圖徹底改變木葉村乃至五大國的格局，同時照彌彥三人所述而對於鹿丸一行人的救人之舉感到相當意外。而鳴人當時全身被面具男封死查克拉穴道，目睹寧次被敵人帶走卻愛莫能助，直到自來也靠空間忍術及時前來援助。佐助和小櫻在森林中等候回應時遭遇赤砂之蝎的攻擊，即使佐助努力地閃避蝎的攻擊，但仍不慎被其帶毒尾巴而擦傷中毒，很快便全身癱瘓而性命不保。 |        |                                             |                |
| 438 | 658    | 規則還是夥伴 （Okite ka, nakama ka）        | 2015年11月19日 |
| 寧次觀摩著面具男進行的“實驗”，任由部下們揭開木葉忍者的“本性”。小櫻靠綱手所傳授的怪力而僥倖使蝎撤退，還靠剛學會的醫療忍術營救佐助一命，然而蝎迅速重振旗鼓而使用百機操演，所幸其他同伴匯聚後集體及時趕到兩人身邊。眾人針對折返繼續營救上忍們、或是突圍回村匯報而陷入進退兩難，佐助為了確保能完成任務而決定一意孤行。自來也為了幫鳴人迅速獲得營救同伴的力量，稍稍打開其八卦封印而釋放九尾查克拉，卻造成鳴人直接暴走進入四尾狀態。 |        |                                             |                |
| 439 | 659    | 預言之子 （Yogen no ko）                    | 2015年11月26日 |
| 自來也遭到力量暴走的鳴人重創，但仍堅信鳴人是即將為忍界帶來和平的“預言之子”，而內心世界中的鳴人回想起父親的指導，成功控制住力量而恢復。另一邊，佐助帶頭攻向傀儡集而迫使其他其他同伴合作突圍，當面具男認為這些下忍們重蹈覆轍時，寧次卻反駁說自己的同伴並非死守規定、而是憑藉各自的意志戰鬥下去且保護彼此。然而傀儡數量眾多，一行人無法再抵擋下去，直到鳴人在千鈞一髮之際趕到，使用多重影分身術以及熟練的螺旋丸，協助眾人突圍成功並迫使蝎敗逃。鳴人因此受到同伴們的認可、鼓舞與歡呼，眾人因此繼續尋找失蹤的上忍們。寧次以同伴們重視彼此的行為而徹底否認面具男的觀點，同時認出其面具之下的身份是自己的已故父親日差。               |        |                                             |                |
| 440 | 660    | 籠中鳥 （Kago no Tori）                     | 2015年12月3日  |
| 日差見目的達到以及身份被兒子認出而決定善後，向角都、飛段和蝎付完僱傭金後散伙，同時希望彌彥小隊協助避難的村民返回村落，並指引鳴人一行人至上忍們的所在位置。卡卡西等上忍們集體獲救，面具男同時現身向眾人致歉並揭下真面目為日差，其被大蛇丸靠穢土轉生術復活。寧次與父親獨處時表述自己受到鳴人指點、學到命運能被改變的深刻道理，日差因此欣慰兒子的成長，同時撫平遺憾而解除控制升天。完成使命的眾人返回木葉期間，彌彥小隊協助當地村民們返家，同時開始考慮跟木葉一方結盟。然而不久，村莊突然發生不明原因的大爆炸，造成臨時進村歸還玩具的彌彥伴隨所有村民集體罹難。長門和小南目睹彌彥喪生，也使長門墮入新的黑暗中。                   |        |                                             |                |
| 441 | 661    | 歸隊 （Kikan）                              | 2015年12月10日 |
| 完成任務的木葉一行人返回村子向湊匯報情況，即使所有人違反過命令、但都因為卓越貢獻而功過相抵。唯獨佐助對任務結果稍有不滿，加上因為目睹鳴人在任務中大顯身手、自己卻完全無用武之地，為了在父親富岳面前證明自己比哥哥鼬還要強，佐助自願向卡卡西學習千鳥。而任務中負傷的自來也同時匯報自己曾找到叛逃的大蛇丸，不僅得知他已靠不屍轉生更換身體、進入長達三年的轉生期，甚至獲知大蛇丸疑似跟此次事件有所關聯。如他所料，整起事件其實是大蛇丸和段藏為了剷除木葉村穩健派上忍而聯手策劃，但隨著計劃失敗便只好作罷，段藏同時提議讓佐助成為大蛇丸三年後的轉生容器。                                                                           |        |                                             |                |
| 442 | 662    | 彼此的道路 （Tagai no michi）               | 2015年12月17日 |
| 佐助逐漸認為自己目前的實力遠不及鼬，不甘心自己永遠得不到父親的認可，焦慮的心情縱使他向身邊的鳴人提出公開比試。兩人的交鋒受到湊及時瞬身前來勸架，而鳴人展現的螺旋丸威力甚至遠超千鳥數倍，讓佐助意識到現在的自己比“吊車尾”鳴人更弱。為了改變現狀，佐助離開第七班、調入木葉警務部隊，跟隨宇智波止水等前輩們前往大名府進行為期三年的修煉。鳴人為了趕上佐助而同樣跟隨自來也外出修煉三年，在此期間先到妙木山習得仙術，而小櫻同樣在綱手的教導下，學習更高級別的醫療忍術。踏上各自道路的第七班直到三年後，以更上一階的力量在木葉村中重聚。                                                                                             |        |                                             |                |
| 443 | 663    | 力量的差距 （Chikara no sa）                | 2015年12月24日 |
| 修煉結束回村的佐助擔任警務部隊副隊長，率領著一群目中無人的年輕部下，以過度執法的方式維護治安。鳴人回村後察覺到佐助的變化，同時出手阻止警務部隊欺行霸市。而佐助的一眾部下不甘心受公然侮辱，在沒有知會佐助的情況下私闖火影家打算逮捕鳴人挽回面子。如此的執法過當迫使富岳出面調解，對犯事的部下關罰禁閉以外，還憤而撤去佐助的副隊長一職。佐助頓時發現自己三年來毫無長進，同時放棄向父親尋求認可，而段藏適時向佐助拋出橄欖枝，私下提議他去找大蛇丸尋求更強的力量。不知深淺的佐助下定決心投奔黑暗，也準備背負相應的代價。 |        |                                             |                |
| 444 | 664    | 脫離村子 （Nuke sato）                      | 2016年1月14日  |
| 佐助逃跑出村過程中相繼放倒擔任門衛的出雲和子鐵、包括察覺到他的意圖而前來攔路的卡卡西，正式脫離村子而奔往大蛇丸所在的國境塔。綱手替卡卡西治療時得知事情經過，對話同時被門外的小櫻偷聽到，擔心佐助安危的她召集鳴人等所有同期夥伴會面討論對策。由於佐助不知情大蛇丸視自己為轉生容器的內幕，鳴人下定決心阻止佐助出逃，同時向小櫻承諾自己一定會將佐助帶回。於是，鳴人在鹿丸、小李、寧次和天天伴隨下試圖追上佐助，但段藏為了確保佐助能不受干預地抵達大蛇丸身邊，同樣派出根組織的四大精英紅豆、祭、夕顏與疾風前去阻攔追兵。 |        |                                             |                |
| 445 | 665    | 追兵 （Otte）                               | 2016年1月21日  |
| 面對根組織的四大精英前來阻攔，鳴人一行人不得不以“一對一”的形式相繼留下來抵擋追兵，以此確保能順利追上佐助。當鳴人、鹿丸和寧次找到佐助前進方向時，只剩紅豆和祭窮追不捨。另一方面，沉寂三年的曉組織在蝎的帶領下，開始四處擴充軍力與資源以征服忍界。為了達到目的，他們三年前靠迪達拉的爆炸摧毀彌彥所在的村莊，並將罪名嫁禍給木葉村，以此煽動悲憤的長門和小南加入麾下。長門將彌彥的遺體改造為培因，準備對木葉實施復仇。 |        |                                             |                |
| 446 | 666    | 衝突 （Shōtotsu）                           | 2016年1月28日  |
| 佐助進入國境塔會面大蛇丸，被他植入咒印之下強化力量。而隨著鹿丸和寧次也被迫相繼留下來抵擋追兵，只剩鳴人一人奔往塔頂，但隸屬根組織的木遁使·大和現身攔路，鳴人為了營救同伴而硬是突破木遁重圍跑到塔頂。然而，鳴人滿心期待見到的佐助卻已判若兩人，還因為咒印增幅力量之下變得暴戾，在勸服不管用之下只能以戰鬥方式決定去留。經過一場魚死網破的衝突，鼬突然隻身擋下兩人的致命攻擊而消失不見。鳴人在攻擊中陷入昏迷時，覺醒萬花筒的佐助跟隨大蛇丸離開。 |        |                                             |                |
| 447 | 667    | 另一個月亮 （Mōhitotsu no tsuki）           | 2016年2月4日   |
| 當鳴人一行人還未從行動中歸來時，木葉村受到培因六道的入侵，而靠查克拉遠程操縱培因六道的長門，控制著天道施展「真·地爆天星」而村子整體封入一顆巨大的小星球內。湊緊急動員村內的所有忍者守住村子，發現無法突破封印後只能與九品、綱手與蒜山施展四紫陽陣爭取時間，並將希望寄託在外面的鳴人等同伴身上。無功而返的鳴人一行人目睹這驚天一幕，鳴人迅速進入仙人模式而將培因六道逐個擊破，最後只剩最強的天道。由於鳴人即將不敵對方，碰巧出村執行完任務回村的雛田試圖救鳴人、卻遭到培因重傷。目睹此景的鳴人瞬間情緒失控而九尾化暴走，天道感到棘手之下被迫再次施展規模較小的地爆天星，將鳴人封入一顆小星球內。                                |        |                                             |                |
| 448 | 668    | 夥伴 （Nakama）                             | 2016年2月11日  |
| 受困的鳴人為了衝破封印而求助於九尾的力量，但得知自己還無法完美駕馭其力量。村內的九品因體內的陰九尾躁動而察覺到鳴人身處困境中，靠查克拉對接進入鳴人的內心世界中用心安撫，還意圖為兒子獻出自己的全部查克拉而自我犧牲。直到九尾被他們的母子情打動而僅借用一半力量，讓鳴人順利進入九尾模式衝破地爆天星，打敗天道後找到長門和小南的所在處。鳴人在對峙中向他們澄清三年前的誤會，而長門受鳴人的話影響而回想起彌彥的誓言，乃至醒悟而解放木葉村、繼續去實踐他們小隊曾經的理想。危機告終後，木葉和宇智波的衝突逐步化解，富岳也對自己將佐助逼上黑暗表示自省。與此同時，獲得力量的佐助反殺大蛇丸，乃至被曉吸收而加入行列。                 |        |                                             |                |
| 449 | 669    | 忍者們聯手演出 （Shinobitachi no kyōen）    | 2016年2月18日  |
| 正當佐助猶豫是否要與曉狼狽為奸、毀滅木葉時，本已喪生的鼬療完傷後回到佐助面前進行勸導，希望佐助能做出正確的選擇。另一邊，木葉一方獲知佐助殺死大蛇丸且加入曉的消息，決定先下手為強而殲滅曉且奪回佐助。在砂忍村風影我愛羅一行人前來協助下，眾人攻入曉所在的山岳墳場對敵，佐助做出決定後前來支援、暫時協助木葉對抗共同的敵人。蝎被迫靠本體進行戰鬥，並搬出自己所暗殺的現任土影、雷影和水影之人傀儡作戰。自來也同時帶領棄暗投明的長門和小南正式入伍、與鳴人並肩作戰。在眾忍者的聯手作戰下，蝎伴隨著曉全軍覆沒，最後只剩下鳴人和佐助為決定忍界未來走向的最後戰鬥。                                                                   |        |                                             |                |
| 450 | 670    | 勁敵 （Raibaru）                            | 2016年2月25日  |
| 鳴人和佐助回到國境塔頂一決高下，兩人在戰鬥中回憶起他們成為勁敵的起因。由於木葉和宇智波產生的信任危機，使佐助默默將趕超身為火影之子的鳴人視為最大目標，然而目睹鳴人一次又一次地克服難關，只讓自己感到羞愧與不甘。佐助決定全力以赴改變自己趨於人下的現狀，危急時刻使鳴人與體內的九喇嘛一同作戰。雙方最後都精疲力竭、同時倒地，但佐助最終接受鳴人的答案，再次歸隊並與“朋友”攜手並進，鳴人經此一役也順理成章成為“預言之子”、乃至實現夢想成為火影。故事至此結束，閱讀完的綱手“夢醒”後見到當上火影的斷，在她身邊的人除了老同伴自來也和大蛇丸以外，還包括弟弟繩樹。享受天倫之樂的綱手並不知道，現實中的自己仍受困在無限月讀夢境中。   |        |                                             |                |

### 鼬真傳篇〜光與闇〜
《鼬真傳篇〜光與闇〜》（日语：イタチ真伝篇～光と闇～）作為疾風傳第二十二篇章，在2016年3月－5月期間播出，改编自2015年9月4日及10月2日推出的兩部外传小說《鼬真傳～光明篇》（日语：イタチ真伝 光明篇）和《鼬真傳～暗夜篇》（日语：イタチ真伝 暗夜篇）。如同小說，故事焦距於宇智波鼬其一生的忍者經歷。而篇章開頭與結尾段落則改編自漫畫原作的第678話。
| 集數 | 總集數 | 標題                                                    | 原劇首映日期  |
| --- | ------ | ------------------------------------------------------- | ------------- |
| 451 | 671    | 誕生的生命，逝去的生命 （Umareru Inochi, Shinu Inochi） | 2016年3月3日  |
| 斑發動無限月讀的同時，唯獨逃過一劫的第七班集體藏身在佐助用須佐形成的保護罩中，無能為力之下僅能等待無限月讀停止，而佐助趁躲藏期間仔細鑽研哥哥鼬為自己留下的記憶、以及所傳達的理念。鼬兒時正值第三次忍界大戰末期，年僅四歲的他上戰場擔任支援，近距離目睹慘烈的戰爭以及同伴的生死，使鼬深切認識到和平的重要性。戰爭結束後，鼬短暫與立下戰功的大蛇丸探討過生與死的意義，其中生命的誕生與逝去引發鼬更多的思考，以至於讓他跟其他同齡人格格不入。後來，鼬的母親美琴生下弟弟佐助，使鼬一同迎接新的生命且當起兄長，直到短暫的安詳突然被突如其來的九尾之亂打斷。                                                                                       |        |                                                         |               |
| 452 | 672    | 異才 （Isai）                                           | 2016年3月10日 |
| 九尾之亂發生時，鼬抱著幼小的佐助跟著村民逃往避難所，過程中營救同為宇智波一族的小泉。災後，木葉高層懷疑宇智波是災難主導者，因此在重新規劃各家族據地時，刻意將宇智波一族據地安排至村子外圍以便監視。族長富岳與大部分族人雖然都察覺到村子的意圖，卻也不得不接受遷居安排。而鼬隨後進入忍者學校就讀，迅速變成門門滿分、受同學歡迎的“異才”，就連父親首次傳授的豪火球之術也是看一眼就學會。鼬同時靠自己習得的影分身之術作掩護，偷跑出學校找上自己最尊敬的前輩止水修煉，直到班導師有一次偶然發現鼬使用影分身，由此向高層提議讓年僅7歲卻實力超群的鼬，提前畢業成為一名下忍。                                                                          |        |                                                         |               |
| 453 | 673    | 生命的痛楚 （Inochi no Itami）                          | 2016年3月17日 |
| 第一名畢業的鼬與下忍天馬和新香組成一班，接受貓婆婆委託而去空城內部尋找一隻忍貓。出生於有名世家的天馬不情願與低齡的鼬共同行動時，在任務中卻被鼬相救一命。完成任務目標後，鼬還幫忙隱瞞天馬趁機摘走忍貓的鬍鬚作藥材，而傲嬌的天馬聲稱自己一定會還人情，也讓鼬領會到同伴的重要性。但後來他們執行一場護衛任務時，路途上受到一名“面具男”襲擊，天馬為了保護鼬而不幸戰死。目睹同伴身亡使鼬開啟寫輪眼，也首次認識到失去的痛苦。 |        |                                                         |               |
| 454 | 674    | 止水的委託 （Shisui no Irai）                           | 2016年3月24日 |
| 以失去同伴為契機而開啟寫輪眼的鼬受到父親讚揚，即使鼬心裡不滿父親完全不顧自己的心情，但還是故作一副謙虛的樣子。鼬隨後與身為上忍的止水搭檔，在死亡森林中進行回收卷軸、追蹤“逃亡者”的演習，期間驚歎於止水更勝一籌的實力與追蹤術，並從止水身上學到要從不同角度看待事物的深刻道理。而當夜間宿營時，鼬和止水碰巧牽扯進一名火影直屬暗部與三名根成員的情報爭奪戰，止水控訴根不擇手段的方式，強調「憑藉暴力維持的秩序不算真正的和平」。鼬決定與止水並肩作戰，兩人都靠實力和智取擊敗三名對手，並對上級隱瞞戰鬥的經過。經此一役，鼬決定追隨止水的腳步，很快以11歲的年齡加入暗部，成為一名「在黑暗中支撐和平的無名者」。                                 |        |                                                         |               |
| 455 | 675    | 月夜 （Tsukiyo）                                        | 2016年4月7日  |
| 止水之死使鼬失去唯一能平等交流的知己，同時以此為契機而開啟萬花筒寫輪眼。而宇智波對木葉的積怨已達到頂點，富岳私下向鼬展露自己在戰爭中獲得的萬花筒，並希望鼬與之聯手、從而發動“無血革命”。然而鼬深知這麼做村子將萬劫不復，即使將消息如實匯報給木葉高層，卻仍面臨協助家族或村子之兩難選擇。當鼬看到在學校中快樂玩耍的佐助後，下定決心守護村子的和平，答應段藏的條件並與曉的“面具男”鳶聯手誅滅一族；而小泉也不幸成為犧牲者。原本打算出面阻止的富岳得知鼬的想法後釋然，認同應把家族未來託付給佐助，最後與妻子自願死於鼬之手。一切結束後，鼬最後去跟高層交涉、解決追兵，跟隨鳶來到曉的據點正式加入組織，徹底告別木葉忍者的身份。                   |        |                                                         |               |
| 456 | 676    | 曉的黑暗面 （Akatsuki no Yami）                         | 2016年4月14日 |
| 鼬在曉組織中的首任搭檔是原忍刀七人眾的枇杷十藏，待人雖高傲但卻對鼬照顧有加，兩人開始達成默契來為組織執行各種任務。直到一次水之國的暗殺任務中，兩人撤離時不巧遇上身為三尾祭品之力的第四代水影·枸橘櫓，十藏捨身為鼬擋下致命一擊而刀毀人亡，鼬初次使用天照燒傷櫓而死裡逃生。本與蝎搭檔的大蛇丸自願與鼬組隊，卻在期間企圖奪取鼬的寫輪眼，卻出師不利而被迫自斷手臂，在兜的掩護下狼狽叛逃，由鳶親自帶入組織的鬼鮫至此成為鼬的新搭檔。 |        |                                                         |               |
| 457 | 677    | 搭檔 （Aibō）                                           | 2016年4月21日 |
| 迪達拉作為曉的新成員而與蝎組成搭檔，兩人找到躲藏在風之國的大蛇丸而準備將其剷除。然而大蛇丸使用剛開發出的穢土轉生，復活第三代風影本尊且加以操縱，一度使蝎和迪達拉都無從下手。直到因為術式缺陷而使風影自行擺脫控制升天，迫使大蛇丸再次敗逃。鼬、小南和角都組隊前去湯之國，負責剷除禍害當地的不死殺人魔飛段，而對飛段的能力毫無防備的角都在戰鬥中損失一顆心臟。小南看中飛段的不死能力而說服他加入曉，以此填補角都的搭檔空缺。幾年過去，鼬獲知大蛇丸企圖毀滅木葉失敗後自願陪鬼鮫踏入木葉村，調查九尾祭品之力以外還暗中查看佐助的安危，並與當時的佐助進行短暫重逢、交鋒，進而發展為三年後的衝突、對峙、理解、與最後的分別。                       |        |                                                         |               |
| 458 | 678    | 真相 （Makoto）                                         | 2016年4月28日 |
| 回憶結束後，佐助理解鼬的用意而做出自己的“決定”，第七班等到無限月讀結束後獨自面對斑與黑絕。斑認為自己已斬斷世間因果，完成柱間未能實現的理想及宏願，正要以救世主的身份給予第七班最後一擊。突然間，黑絕借附身的帶土之手從背後捅穿斑的胸口，表示自己從始至終都是「輝夜的意志」。無法置信又無法動彈的斑，不但全身開始跟黑絕融為一體，而世間的無限月讀中術者之總體查克拉順著神樹全部灌注入斑體內。突如其來的狀況使第七班無力阻止，黑絕揭露所有中術者會經過長時間演化成“白絕”，亦是白絕的真正由來；甚至揭露指引斑與大部分宇智波族人的石碑內容，早在千年前就被自己稍加“修改”。恍然大悟卻追悔莫及的斑無助地被吞噬，身體淪為轉生容器而復活大筒木輝夜。 |        |                                                         |               |

### 鳴人與佐助之章
《鳴人與佐助之章》（日语：ナルトとサスケの章）作為疾風傳第二十三篇章，又名《大筒木輝夜來襲》（日语：大筒木カグヤ襲来），在2016年5月－2016年10月期間播出，作為疾風傳最後的主線劇情篇章，改編自原作漫畫的第679－699章。主要講述無限月讀的發動使忍者始祖大筒木輝夜橫空降世，世上僅存的忍者第七班四人小隊以及棄暗投明的宇智波帶土聯手對付她。篇章前半段擴充一部分原創情節《忍宗的起源～兩個靈魂·因陀羅與阿修羅》（日语：忍宗の起源～二つの魂インドラ・アシュラ），具體詳細講述忍界的起源、忍宗的建立、黑絕的千年陰謀、以及六道仙人·大筒木羽衣的兩個兒子因陀羅和阿修羅的手足相殘。而當一切安定後，則是鳴人和佐助決定忍界命運的最後戰鬥。
| 集數 | 總集數 | 標題                                                                                            | 原劇首映日期   |
| --- | ------ | ----------------------------------------------------------------------------------------------- | -------------- |
| 459 | 679    | 初始之物 （Hajimari no Mono）                                                                   | 2016年5月5日   |
| 忍界始祖大筒木輝夜時隔千年重新降世，使第七班全員難以置信她的現身、同時感到疑惑。輝夜環顧四周、看著一望無際的斷壁殘垣，發誓會讓這片忍界恢復她理想中的樣貌。為了解決擋在她面前的第七班，輝夜靠額頭上的輪迴寫輪眼施展「天之御中」，霎那間將眾人所在地直接轉移至一座滿是熾熱岩漿的異空間。佐助通靈出老鷹營救鳴人，卡卡西營救小櫻的同時將帶土的軀體用苦無釘在岩壁上。面對這種所向披靡的神話級力量，佐助向鳴人道出他們倆無論如何都要活下去，確保能靠彼此手中的陰陽遁重新封印輝夜，否則忍界會就此滅亡。但輝夜幾乎毫無破綻，甚至悄聲無息地空間移動到鳴人和佐助身後擒獲，而輝夜感受到他們的查克拉，將他們兩人看成自己的兩個兒子羽衣和羽村。           |        |                                                                                                 |                |
| 460 | 680    | 大筒木輝夜 （Ōotsutsuki Kaguya）                                                                | 2016年5月12日  |
| 輝夜開始吸取鳴人和佐助身上的查克拉，而黑絕同時現身講解自己的來歷與所有起因。時間回到千年前，一顆隕石降落在這片無忍界或查克拉的土地而生長為“神樹”；身為神樹守護者且來歷不明的輝夜隨之降落在一片竹林中，美若天仙的她被祖之國的年輕領主天子收留至府中等待成親。但天真爛漫、不諳世事的輝夜並不知道，實為負心漢的天子為了逃避與鄰國彼之國的領地鬥爭，不惜背叛且率領軍隊追殺她來換取和平；天子尚不知道自己被趁亂入侵的彼之國愚弄，甚至不知道輝夜已懷上他的孩子。由於親眼見識到種種人性醜惡，輝夜毫不猶豫地吃下神樹上的果實而力量暴增、發動第一次無限月讀，使天子連同世間所有人全部難逃劫數，輝夜決定以一人之力支配世界、守護自己的孩子。           |        |                                                                                                 |                |
| 461 | 681    | 羽衣與羽村 （Hagoromo to Hamura）                                                               | 2016年5月19日  |
| 輝夜靠自身的力量一統天下，釋放一部分人類且清除相關記憶，乃至生下自己的兩個孩子羽衣和羽村，並讓他們繼承自己的力量。多年過去，長大成人的羽衣和羽村逐漸對於母親的絕對統治產生不解，來自妙木山的蛤蟆丸趁機接近他們兄弟倆，指引他們前去正在汲取星球自然能量的神樹下方找到大批犧牲的“供奉者”，羽衣甚至在犧牲者中找到自己所心儀的女子，受失去之情緒影響而開啟寫輪眼。兄弟倆被蛤蟆丸帶至妙木山得知關於母親的來歷、起因與真相，而蛤蟆丸不願看到世界受“外來人”統治，使兄弟倆最後一致決定站在人類一方、阻止母親的暴行。羽衣留在妙木山修煉仙術，獲得足夠實力對付母親時，先回村子的羽村卻不巧被輝夜發現意圖。                                             |        |                                                                                                 |                |
| 462 | 682    | 捏造的過去 （Tsukurareta Kako）                                                                 | 2016年5月26日  |
| 輝夜不滿兒子羽衣違逆自己，狂怒之下決定奪回屬於自己的力量，用瞳術控制羽村而讓他們兄弟相爭。但羽衣靈機一動而對羽村造成致命傷使其清醒，再用蛤蟆丸賜予的一張仙術符使羽村復原傷勢、一同獲得仙術力量；羽衣還靠此覺醒輪迴眼。兄弟倆聯手大戰輝夜持至數月，神樹同時受輝夜呼喚而暴走變成十尾大肆破壞，漫長的戰鬥直到羽衣和羽村看準時機，聯手施展「六道·地爆天星」將輝夜封印、形成月球。羽衣戰後將十尾查克拉分成九隻尾獸，而羽村決定前去月球守護封印。但兄弟倆卻未注意到輝夜封印之際製造出黑絕，其生來便賦予復活母親輝夜的使命而躲在暗處行動、篡改六道仙人石碑、假扮成斑的意志並促使其復活等等，進而“操縱”忍界千年歷史。                                |        |                                                                                                 |                |
| 463 | 683    | 意外性第一 （Igai-sei Nanbāwan!）                                                               | 2016年6月2日   |
| 聽完真相的鳴人和佐助相繼掙脫出束縛，斥責輝夜不應干涉孩子們做出的明智之選，更斥責黑絕沒有權利操弄歷史。為了確保能接觸到輝夜進行封印，鳴人使用自己苦練多年的拿手絕活「色誘之術·逆後宮之術」，當場打輝夜一個措手不及。意外性的成功使鳴人和佐助幾近勝利在望，但輝夜卻再次靠天之御中轉移至冰雪異空間，導致他們錯失良機。輝夜聽從黑絕的建議，迅速將佐助困入另一座沙漠異空間，以此將兩人分開而逐個擊破。另一邊的帶土被鳴人事先注入陽遁而恢復清醒，伴隨卡卡西、小櫻被鳴人的分身透漏所有經過，帶土表示自己能靠神威進入輝夜的異空間尋回佐助，並帶上小櫻作為查克拉補助。與此同時，歷代火影在斑遺留的下半身前匯聚，共同目睹羽衣的靈魂具現化…             |        |                                                                                                 |                |
| 464 | 684    | 忍宗 （Ninshū）                                                                                 | 2016年6月9日   |
| 為了解答歷代火影心中的疑惑，羽衣開始從頭講述由自己建立的「忍宗」起源。自從與羽村分別後，羽衣開始遠走他鄉、踏上贖罪之旅，先是盡自己所能地幫忙修復大戰中遭受破壞而滿目瘡痍的大地，同時為九隻尾獸挑選好合適的居所。而羽衣在旅程中見過形形色色的人，當中一部分人開始被羽衣的善舉、理念及力量所影響，乃至紛紛前來投靠並加入他的旅程。這批人成為羽衣的首批弟子、亦是忍宗的先驅，集體從羽衣身上繼承這股以人與人之間的「羈絆」所形成的“查克拉”力量。旅程即將到頭之際，羽衣的大部分弟子各散東西，替羽衣完成使命以外、並繼續將忍宗發揚光大。而羽衣最後回到作為忍宗總本山的家鄉村子娶妻生子，在妻子早逝後獨自撫養兩個兒子因陀羅和阿修羅。               |        |                                                                                                 |                |
| 465 | 685    | 阿修羅與因陀羅 （Ashura to Indra）                                                              | 2016年6月16日  |
| 因陀羅從小熱愛看書、學識淵博、能屈能伸，在沒有父親指導的情況下，成功運用查克拉開發出結印的“忍術”，大幅改變居民的生活及忍宗的走向。而阿修羅則跟他相反，從小學術不精、三心二意，大部分時間都在跟摯友太藏一起在外玩耍。在羽衣不知情的情況下，黑絕將魔掌伸向文武雙全的因陀羅，開始躲在暗處挑撥他跟家人的關係，過程中安排一場意外縱使因陀羅開啟寫輪眼。獲得全新力量的因陀羅至此成為公認的忍宗繼承人，然而隨著年齡增長而越變越孤高，訓練之嚴格程度逐漸不近人情。而黑絕長期以來持續躲在暗處煽風點火，進一步惡化因陀羅和家人的關係，同時說服他能夠靠身體裡的潛能改變忍宗未來，甚至有朝一日能匹敵父親羽衣。                                           |        |                                                                                                 |                |
| 466 | 686    | 考驗之旅 （Shiren no Tabi）                                                                     | 2016年6月30日  |
| 隨著因陀羅和阿修羅長大成人，羽衣觀察到專注於修煉的因陀羅拒人千里時，無憂無慮的阿修羅總是幫助他人解決各種問題。由於母親輝夜的先例而使羽衣不著重個人的力量，為了選出真正能帶領忍宗引向正途的「繼承人」，而為兄弟倆分別準備一項考驗之旅。兄弟倆分別被派去協助兩座地點不同、但都位於荒漠中央、且都有神樹殘根滋生的村莊，羽衣指示他們必須“解決當地的問題”。阿修羅陪太藏抵達指定村子後，發現當地人依賴著因受神樹力量影響而變得富饒的土地過活，由此意識到強行摧毀神樹只會讓村民挨餓。而因陀羅去的村子則面臨相同的問題，在村民們急需幫助之下，使他決定獨自挑起大梁。天各一方的兄弟倆最後都一致認為，唯一的方法是挖井帶來水源。                       |        |                                                                                                 |                |
| 467 | 687    | 阿修羅的決心 （Ashura no Ketsui）                                                               | 2016年7月7日   |
| 因陀羅靠自己的力量，沒費數日便為村民帶來水源、摧毀神樹，先行一步回到家鄉靜待父親的答案。阿修羅因自身力量不夠，只能花時間慢慢鑿穿地下岩層，而村民們逐漸被阿修羅堅持不懈的決心所激勵，集體前來協助挖井工作。阿修羅同時將忍宗與查克拉力量傳授給他們，所建立的羈絆使他們一行人持續同甘共苦、彼此提攜，最後花費一年的時間而成功鑿出地下水。完成使命後，阿修羅與村民們共同燒毀神樹，而一部分村民也追隨阿修羅返回家鄉，包括阿修羅的未來妻子柑奈。羽衣對阿修羅的成長與蛻變感到欣慰，同時獲知因陀羅負責的村莊已因村民互爭水權而瀕臨滅亡，由此證明歷經艱辛獲得的幸福會比唾手可得的幸福更持久，羽衣因此宣佈阿修羅為忍宗繼承人。                         |        |                                                                                                 |                |
| 468 | 688    | 繼承人 （Kōkeisha）                                                                             | 2016年7月21日  |
| 羽衣原希望阿修羅和因陀羅能互助彼此，但不服氣的因陀羅執著地認為同樣能靠「自己的力量」建立完美秩序，受黑絕誘惑而就此走上極端，忍痛殺死兩名忠誠弟子而開啟萬花筒寫輪眼。因陀羅以完全體須佐能乎襲擊家鄉，意圖摧毀父親建立的一切。然而阿修羅靠一年的修行以及從父親身上繼承的六道之力，並在村民的互助下施展木遁·真樹千手一舉摧毀須佐。敗在「羈絆的力量」手中的因陀羅從此離開忍宗、自立門戶，數十年後回到即將壽終的羽衣面前揚言，自己的無數轉世者們會戰鬥到忍宗毀滅為止。為了與其抗衡，阿修羅向臨終的父親發誓自己也會一同轉世下去。而兄弟倆的轉世者們無止境的宿命對決，如今來到鳴人和佐助這一代，但羽衣堅信他們能結束這漫長的因緣。                  |        |                                                                                                 |                |
| 469 | 689    | 特別任務 （Tokubetsu Ninmu）                                                                    | 2016年7月28日  |
| 下忍時期的第七班決定一睹卡卡西面具下的真面目，過程中受到一名自由記者斯凱亞指點，開始尋找任何有可能偷拍到其面貌的照片。由於任何嘗試都是徒勞無功，第七班不惜集合同期下忍們一同執行這場特別任務。但眾人即使使盡招數，最終卻集體空手而歸。但他們所不知道的是，一直以來出現在他們身邊的斯凱亞其實是卡卡西本人所偽裝，其藉助影分身的掩護而暗地觀察第七班的團隊合作，甚至早就在眾人面前展露自己不為人知的真面目。 |        |                                                                                                 |                |
| 470 | 690    | 連結在一起的牽絆 （Tsunagaru Omoi）                                                             | 2016年8月4日   |
| 鳴人和輝夜的異空間戰鬥進入白熱化，當缺乏作戰經驗的輝夜一昧的靠橫衝直撞以及黑絕的指導作戰時，鳴人卻能完美地運用體內的眾尾獸查克拉逆轉局勢。帶土帶著身邊的小櫻與分身鳴人，看準時機使用神威闖入輝夜連接各個異空間的「始球空間」，並藉助鳴人分身的掩護而隱去行蹤。趁輝夜返回冰雪異空間與鳴人周旋時，帶土藉助小櫻的百毫之印查克拉，奮力靠神威連接各個異空間尋找佐助下落。當連續找尋三座異空間無果後，帶土開始難以維持體力，但仍願意進行最後一搏，最終連接上佐助所在的沙漠異空間。佐助全速奔往出口、眼看就要趕不及，但所幸在空間大門關閉之際，依靠瞳術天手力而與小櫻丟在身旁的外套互換位置，及時回到小櫻身旁。                                     |        |                                                                                                 |                |
| 471 | 691    | 好好地將兩人 （Futari o Chanto）                                                                | 2016年8月11日  |
| 神志不清的帶土慢慢地將眼前的小櫻看成凜，同時回想起自己與凜的承諾而重新爬起，決定把握生命最後的時間完成使命。在冰雪異空間，鳴人藉助尾獸力量與眾多影分身的掩護，盡全力和輝夜拖延時間，並機智地轉移求道玉而誘使輝夜錯殺目標。而帶土、小櫻和佐助及時歸來，深感不妙的黑絕說服輝夜必須將他們一舉消滅，輝夜便靠天之御中轉移至超重力異空間，強大的吸附力使鳴人和佐助都難以動彈。輝夜對兩人發射避無可避的共殺灰骨，身處兩邊的帶土和卡卡西都奮不顧身地跑去替他們擋下攻擊。眼看即將趕不及，直到凜的意志突然出現、再次將帶土和卡卡西牽到一起。而帶土用最後的神威轉移掉襲向卡卡西的灰骨，自己則承受致命一擊，得以與凜共度二人世界。                       |        |                                                                                                 |                |
| 472 | 692    | 你一定要 （Omae wa kanarazu）                                                                   | 2016年8月18日  |
| 帶土即將隨著身體瓦解而赴死，鳴人試圖用陽遁挽救他卻於事無補，輝夜為了躲避佐助的攻擊，伴隨著眾人轉移回始球空間進行最終決戰。帶土表示卡卡西必須留下來支撐新世代，而自己已是風中殘燭，唯一能做的則是確保他們能活下去拯救忍界，以此彌補自己一直以來的錯誤行徑。臨死之際，帶土感謝鳴人重新喚起少年時的自己與曾經的夢想，督促著鳴人「一定要成為火影」後全身散架。目睹此景的黑絕大呼痛快，開始嘲諷這名接連干預自己計劃的禍根死有餘辜。鳴人因此被激怒，瞬間斬斷輝夜附著黑絕的左臂，並用陰陽遁黑棒將黑絕釘在原地。而帶土以少年姿態在來世中與凜重逢，獲知凜一直以來都在看著自己，並欣慰帶土迷途知返；使帶土終於達成心願。                               |        |                                                                                                 |                |
| 473 | 693    | 寫輪眼再現 （Utsushi wa me, futatab）                                                           | 2016年8月25日  |
| 帶土決定趁最後再助卡卡西一臂之力，以查克拉聯繫的形式給予他最後一次寫輪眼的力量。鳴人集合眾尾獸力量使出「仙法·超尾獸螺旋手裡劍」給予輝夜沉重一擊，使輝夜開始陷入極不穩定的尾獸暴走狀態，即將受波及的小櫻被雙眼開萬花筒、直開完全體須佐、甚至將神威攻擊實體化的卡卡西及時營救。但輝夜為了挽回局勢，不惜藉助持續膨脹的求道玉吞噬整片空間，迫使第七班全員把握時間聯手作戰。卡卡西靠「神威·雷切」斬傷輝夜的右臂，再由鳴人和佐助進行“分身對換式”左右夾攻，見不妙的輝夜試圖往上方逃跑，卻緊接著遭小櫻奮力一拳痛擊。鳴人和佐助同時觸碰到輝夜的身體，聯手施展六道·地爆天星，看著鳴人、佐助和小櫻的同心協力，卡卡西不得不引以為傲。                    |        |                                                                                                 |                |
| 474 | 694    | 祝賀 （Omedetō）                                                                                | 2016年9月1日   |
| 輝夜無奈地被地爆天星再次封印起來，其體內的眾尾獸包括斑集體自由，鳴人順勢將功虧一簣的黑絕一併扔入地爆天星中封印，以確保他永不會另起爐灶。羽衣見陰陽遁力量回歸後獲知第七班完成使命，聯合四名火影、加上從淨土中召喚的先代眾影們，聯手施展通靈術將鳴人一行人帶回戰場。寫輪眼消失的卡卡西感謝帶土的幫助，以朋友的身份與他道別。柱間來到奄奄一息的斑面前進行最後的交流，表示他們無法完成的宏願能託付給後輩們實現，似有所悟的斑最後承認“戰友”的答案後慢慢閉上雙眼。歷代火影的穢土轉生隨之解除，鳴人與靈魂即將回歸淨土的父親湊含淚至別，表示自己一定會成為火影、實現父母的種種交代與祈許，湊離去時表示自己一定會跟九品告知一切。                     |        |                                                                                                 |                |
| 475 | 695    | 終末之谷 （Shūmatsu no tani）                                                                   | 2016年9月8日   |
| 柱間、扉間與蒜山相繼解除穢土轉生，將使命託付給鳴人一行人後回歸淨土。恢復自由的眾尾獸們也決定回歸居所，唯獨牛鬼與九喇嘛決定返回殺人蜂和鳴人體內。正當戰爭即將隨著鳴人和佐助配合解除無限月讀而結束時，佐助卻仍堅持自己原先的答案，為了改變忍界現狀而掀起“革命”，不但準備處決現任五影藉此推陳出新，還迅速將眾尾獸集體靠九顆地爆天星囚禁，揚言即刻起由自己一人獨掌大局。早有預感的羽衣在彌留之際，決定將希望寄託在鳴人身上，而不顧勸阻的佐助決定全力排除擋在自己面前的鳴人，走前施幻術擊昏小櫻以避免她干預接下來的戰鬥。鳴人發誓自己會兌現將佐助帶回的承諾，與佐助共同回到三年前戰鬥過的終末之谷，準備以這場勝負決定忍界的未來。                 |        |                                                                                                 |                |
| 476 | 696    | 最後的戰鬥（《火影忍者疾風傳一小時特别篇 ～鳴人VS佐助 最後的戰鬥～》上集） （Saigo no Tatakai） | 2016年9月29日  |
| 佐助坦白自己打算繼承鼬生前的意志而在黑暗中支撐和平，因此有必要剷除五影、尾獸等所有紛爭根源，最後讓自己背負所有的黑暗、成為忍界下一個“公眾之敵”來延續和平、時至永遠，堅定地表示如今身為“忍界最強”的自己有能力實現宏願。但鳴人無法接受佐助如此曲解鼬的意志，不甘願佐助永遠深陷於黑暗之中，決定用戰鬥來徹底改變他的想法。戰鬥一開始，招招致命的佐助率先取得上風，絲毫不給鳴人任何反擊的時間。雙方毫不保留地運用體內殘存的六道之力，以完全體須佐與九尾化形態進行碰撞。兩人戰鬥的同時在內心世界中閃過彼此的童年，即使早已能相互理解、心意卻仍無法傳遞給對方，何況鳴人無法對佐助痛下殺手，而佐助卻是下定決心要殺死鳴人。                           |        |                                                                                                 |                |
| 477 | 697    | 鳴人與佐助（《火影忍者疾風傳一小時特别篇 ～鳴人VS佐助 最後的戰鬥～》下集） （Naruto to Sasuke） | 2016年9月29日  |
| 鳴人目睹佐助汲取地爆天星中的眾尾獸查克拉、以須佐為容器而化為“因陀羅”形態降世。為了與之抗衡，鳴人藉助影分身汲取自然能量，再與兩個影分身融合為“阿修羅”三頭六臂形態。雙方以各自最強攻擊「因陀羅之矢」與「六道·超大玉螺旋手裡劍」正面碰撞，巨大衝擊使整座山谷面目全非。耗盡六道力量的兩人隨之開始魚死網破的肉搏戰，頭破血流的戰鬥直至黃昏，佐助一度靠輪迴眼吸走鳴人最後的查克拉，卻在使用千鳥時因瞳力減弱而遭鳴人反將一軍。惱羞成怒的佐助決定用灌入炎遁的千鳥分出勝負，而鳴人得到體內陰九尾供給的殘存查克拉，同時在自己一路以來結識的親朋好友的力量支撐下，施展最後的螺旋丸衝向佐助。兩人在彼此的最後一擊中生死未卜，使終末之谷毀於一旦。        |        |                                                                                                 |                |
| 478 | 698    | 和解之印 （Wakai no In）                                                                        | 2016年10月6日  |
| 戰鬥結束的鳴人和佐助本以為他們同歸於盡，探視彼此的孤獨童年，承認他們確實在許多方面心心相印。而現實中的兩人痛醒後發現他們各斷一隻手，佐助平躺著質問鳴人極力阻止自己的用意何在，但也漸漸意識到自己其實一直都羨慕鳴人的不屈不撓。這時，鳴人的回憶湧入佐助的的腦海，使佐助一睹自己從未見證過的鳴人的種種成功而受鼓舞，並領會鼬的真正意志。原本猶豫不決的佐助逐漸承認比起孤身一人、如今更想在鳴人身邊見證忍界相互理解的美好未來，最後正式向身邊的鳴人服輸，且認同朋友的力量，如釋重負之下感動落淚。兩人一覺睡到天亮目視黎明升起，所躺的位置正好處於兩座石像殘存的結印之手正上方，其當時已形成一個“和解之印”，正式為漫長的因緣畫下句點。           |        |                                                                                                 |                |
| 479 | 699    | 漩渦鳴人！！ （Uzumaki Naruto!!）                                                               | 2016年10月13日 |
| 卡卡西和小櫻趕至山谷，經過救治而穩定鳴人和佐助的傷勢，而佐助正式向小櫻道歉，使曾經的第七班恢復如初。鳴人和佐助共同解除無限月讀釋放世間所有人，而佐助也釋放所有尾獸，忍界大戰至此告終。各村紀念犧牲者後，鳴人成為拯救忍界的大英雄，各地民眾與各影們紛紛前來探望、表示感謝。鳴人靜待綱手靠培育柱間細胞為基礎的義肢期間，當上第六代火影的卡卡西、以及成為火影輔佐的鹿丸，要求鳴人惡補缺失的必備知識，來為接任下一任火影做準備，但沒心思學習的鳴人只想陪伊魯卡共享一樂拉麵。功過相抵的佐助拒絕安裝義肢後，獨自離開木葉踏上贖罪之旅，走前感謝小櫻並答應再會。鳴人出現在佐助離村的路上歸還其護額，佐助默默地承諾有朝一日會與鳴人分出“真正的勝負”。 |        |                                                                                                 |                |

### 少年時代篇
《少年時代篇》（日语：少年時代篇）作為疾風傳第二十四篇章，在2016年10月－11月期間播出，共有各分為兩部分的四集，均由小林治自編自導，主要講述八名故事主人公的少年時期故事。
| 集數 | 總集數 | 標題                              | 原劇首映日期   |
| --- | ------ | --------------------------------- | -------------- |
| 480 | 700    | 鳴人·雛田 （NARUTO•HINATA）       | 2016年10月20日 |
| 少年時期的鳴人無依無靠，生活拮据到連一碗拉麵都吃不起，因此只能在野外採蘑菇以及釣魚為食。在篝火旁，蒜山在未透漏身份的情況下與鳴人接觸、共享美食，給予鳴人關懷的同時還指導他要放眼世界，使鳴人產生當火影的理想。而雛田則生活在要求嚴格的日向一族，時常喘不過氣加上受表哥寧次之父日差逝世的影響，一度打算離家出走的她在夜路上遇見鳴人，受到鳴人安慰並送回家門前，從此被鳴人的樂觀所激勵而學會勇敢面對家族。 |        |                                   |                |
| 481 | 701    | 佐助·小櫻 （SASUKE•SAKURA）       | 2016年10月27日 |
| 少年時期的佐助擁有一個美滿家庭，為了盡快追上哥哥鼬而多次提出跟他修煉，繁忙的鼬在父母一次外出探親時與佐助修煉手裡劍，並自做一頓大餐與佐助共享兄弟時光，而鼬心裡希望佐助有朝一日能超越自己。而小櫻由於父母是平凡人，加上因為“寬額頭”而產生一股自卑感，直到認識井野才變得自信開朗。而小櫻在校時喜歡上作為全校第一名的佐助，一度鼓起勇氣向佐助表白卻被忽視，使小櫻從此專心學習武藝來讓佐助正視自己。         |        |                                   |                |
| 482 | 702    | 我愛羅·鹿丸 （GAARA•SHIKAMARU）   | 2016年11月3日  |
| 少年時期的我愛羅誕生的同時失去母親，後來還有尾獸寄宿在體內，即使是風影之子，卻也遭到村裡的人們嫌惡與排擠。日常生活都由夜叉丸照顧，而夜叉丸對我愛羅來說，就像是母親一樣的存在。而鹿丸不管做什麼或發生什麼事，都第一時間覺得麻煩又無趣。無心上課的鹿丸，故意惡搞正在打瞌睡的丁次，甚至還因此連累鳴人也一起被老師處罰到走廊上罰站。                                                                         |        |                                   |                |
| 483 | 703    | 自來也·卡卡西 （JIRAIYA•KAKASHI） | 2016年11月10日 |
| 少年時期的自來也從小就是個好色之徒，好色成性的他不是到澡堂偷窺，不然就是拜託大蛇丸配合他執行吸引綱手注意的作戰策略，是直到成年後才確立未來的夢想。而卡卡西自從父親死後，就過著自己獨居的生活。卡卡西擁有相當傑出的忍者實力，讓帶土與小凜都對他感到相當有興趣，某天帶土偷偷跟蹤卡卡西，撞見他在家中烹飪，於是與凜一同加入他的飯桌。                                                                       |        |                                   |                |

### 佐助真傳·來光篇
《佐助真傳·來光篇》（日语：サスケ真伝 来光篇）作為疾風傳第二十五篇章，在2016年12月－2017年1月期間播出，改編自2015年11月4日時推出的同名外傳小說。故事設定於第四次忍界大戰結束的兩年後，在外獨自旅行的佐助協助木葉村調查神秘襲擊事件的起因。
| 集數 | 總集數 | 標題                           | 原劇首映日期   |
| --- | ------ | ------------------------------ | -------------- |
| 484 | 704    | 起爆人類 （Kibaku Ningen）     | 2016年12月1日  |
| 忍界大戰兩年後，木葉村突然發生「起爆人類」攻擊事件，受害者全都是一些近期失蹤的村內忍者，鳴人一行人制止危機後發現受害者們都被一種源自血繼限界的「特殊瞳術」所操縱，卡卡西不得不聯繫旅程途中的佐助參與調查。在外的佐助收到聯繫後，經過一座發生相同襲擊的竹之村，目睹村長以及其女兒命喪火場，卻也從村長死前口中聽見，罪魁禍首是一位名叫「風心」的人。 |        |                                |                |
| 485 | 705    | 競技場 （Koroshiamu）          | 2016年12月8日  |
| 兩名剛到竹之村的流浪忍者茅野和野分堅持跟隨佐助，來到大蛇丸的研究所詢問有關風心身份的線索，得知風心原是由血繼限界忍者組成的義賊「雷光團」首領，而曾經受僱於不法商人御屋城炎。佐助跟隨大蛇丸來到御屋城炎在孤島上開辦的競技場，同時不得不自己參與進決鬥、得以見到御屋城炎。然而比賽途中，會場的多名客人突然淪為起爆人類展開攻擊…                      |        |                                |                |
| 486 | 706    | 風心 （Fūshin）                | 2016年12月15日 |
| 佐助救下茅野等一部分中術者，雖然沒能抓到後台出沒的施術者，但因為拯救會場而見到御屋城炎。佐助獲知控制起爆人類的幻術源自雷之國的血之池一族，若干年前被宇智波一族擊敗且流放到湯之國的地獄谷。對此震驚的佐助決定前去地獄谷調查，但在到達湯之國不久就受到襲擊競技場的施術者半路伏擊，但最後發現他只是一名替身，而真正的風心其實是躲在自己身邊的野分。   |        |                                |                |
| 487 | 707    | 血龍眼 （Ketsuryūgan）         | 2016年12月22日 |
| 佐助戰勝風心後試圖窺探其記憶，卻發現他被茅野的特殊血繼限界「血龍眼」之瞳術所保護，因此步入血之池一族禁錮的地獄谷一探究竟。茅野揭示自己是血之池一族的倖存者，向佐助揭示自己與一族苟且偷生、被御屋城炎抓去訓練做角鬥士、認識風心成立雷光團、卻又因為血繼限界而遭受霧忍村驅離的痛苦經歷，最終目的是為了除掉佐助這名宇智波一族的倖存者。               |        |                                |                |
| 488 | 708    | 最後一個人 （Saigo no Hitori） | 2017年1月5日   |
| 佐助靠強大的幻術與決心打敗茅野，同時決定以鳴人為榜樣而饒其一命，最終使茅野和風心感化而自願向木葉投降，乃至被水影照美冥收納回霧忍村並將功贖罪。為了圓茅野的心願，佐助伴隨雷影擊垮競技場，讓雲忍村庇護所有角鬥士。唯獨逃跑的御屋城炎去向大蛇丸庇護，並揭示自己同是血之池一族的倖存者，並是茅野的父親。而完成這次使命的佐助，決定抽空回一次木葉。     |        |                                |                |

### 鹿丸秘傳·在闇之沉默中漂浮的雲
《鹿丸秘傳·在闇之沉默中漂浮的雲》（日语：シカマル秘伝 闇の黙に浮ぶ雲）作為疾風傳第二十六篇章，在2017年1月－2月期間播出，改編自2015年4月4日時推出的同名外傳小說。故事講述鹿丸在忍界大戰結束後的生活，首次組隊前去默之國調查叛忍蹤跡以及尋找失蹤的同伴。
| 集數 | 總集數 | 標題               | 原劇首映日期  |
| --- | ------ | ------------------ | ------------- |
| 489 | 709    | 風雲 （Fūun）      | 2017年1月12日 |
| 鹿丸自從兩年前戰爭結束後擔任起第六代火影卡卡西的輔佐，每日除了繁忙的文職工作以外，還需要應對聯軍於戰後成立的「忍者聯盟」會議發言。除此之外，鹿丸秘密與卡卡西想辦法處理法外國度「默之國」，當時已盤踞大量戰爭失蹤者和各國叛忍，先行一步前去調查的祭只查出默之國的統治者為源吾。鹿丸決定深入虎穴援助祭，在卡卡西的推薦下招收兩名暗部高手朧和鏃組成三人小隊。          |        |                    |               |
| 490 | 710    | 暗雲 （An'un）     | 2017年1月19日 |
| 默之國當時被源吾的邪教團「革命者」掌控，鹿丸小隊想辦法溜進都城「帳之村」前，三人卻難以達成意見一致，只好先在關口的一間旅店打探情報。一名打雜小弟子守自願協助他們三人，但鹿丸迅速看出他實為敵人的間諜，暗中指使能靠自由操縱查克拉並混淆敵人的朧進行證實後，再暗中指使較為獨斷專行的鏃前去接觸對方，三人上演一場苦肉計而順利混入城內。                                |        |                    |               |
| 491 | 711    | 黑雲 （Yamikumo）  | 2017年1月26日 |
| 鹿丸突然頻發過去的惡夢，但還是集中精神尋找祭的下落與源吾的情報，同時發現當地人幾乎都被源吾洗腦。三人得知深居簡出的源吾居於城中央的「浮囚城」，決定假扮革命者混入晚間舉行的集會。當源吾現身在舞台中央致辭時，準備處死被俘虜的祭，迫使鹿丸不顧一切地去救同伴。然而鹿丸突然發現自己身心不聽使喚，甚至注意到朧和鏃自願落網，而被鹿丸奮力救出的祭甚至協助源吾將鹿丸抓獲… |        |                    |               |
| 492 | 712    | 疑雲 （Giun）      | 2017年2月2日  |
| 祭、朧和鏃都因為各自的“黑暗過去”，都被源吾輕易用言語“蠱惑”而受洗腦控制。陷入孤身一人窘境的鹿丸不肯屈服於對方，過程中發現源吾是用一種默之國獨有的致幻藍花作為媒介，想辦法逃離監牢躲在暗處，並整理出自身所剩無幾的忍具，規劃並實用反敗為勝的完美戰術。但由於無法衝破祭的超獸偽畫，鹿丸眼看將不敵多人，所幸丁次、井野和手鞠及時趕來支援，使鹿丸鬆了一口氣。              |        |                    |               |
| 493 | 713    | 東雲 （Shinonome） | 2017年2月9日  |
| 丁次和手鞠分別打敗朧和鏃，而井野靠心轉身之術進入祭的內心，找到攻破源吾洗腦的方向而將祭、朧和鏃喚醒。鹿丸追趕源吾至堆滿屍骸的黑暗監牢，獲知所有死者都是源吾出賣過的同伴，憤怒的鹿丸以鳴人為榜樣，沒有被源吾誘惑而將他一舉擊敗。鏃切斷源吾舌頭的查克拉，以確保他不會再蠱惑他人。木葉暗部抵達默之國善後，源吾等追隨者都被收押。鹿丸感謝手鞠相助，並正式和她提出約會。  |        |                    |               |

### 木葉秘傳·祝言日和
《木葉秘傳·祝言日和》（日语：木ノ葉秘伝 祝言日和）作為疾風傳第二十七篇章及最終篇章，在2017年2月－3月期間播出，改編自2015年5月1日時推出的同名外傳小說。故事講述鳴人和雛田定下婚禮的日子，他們的夥伴各自籌備結婚賀禮、以及其他四影前來送上祝福的故事。
| 集數 | 總集數 | 標題                                                                                           | 原劇首映日期  |
| --- | ------ | ---------------------------------------------------------------------------------------------- | ------------- |
| 494 | 714    | 鳴人結婚（《火影忍者疾風傳一小時特别篇 ～鳴人結婚～》上集） （Naruto no Kekkon）               | 2017年2月16日 |
| 鳴人和雛田即將在木葉村舉行盛大婚禮，所有人為了籌劃工作而四處奔走，忍者學校更是因為新學生闖禍而鬧的不可開交。但卡卡西預感一旦所有人集體出席婚禮，村子必定無人看守。為了確保會有人在婚禮時值班，卡卡西按照綱手以前制定的規矩而為所有人準備一個「機密任務」，會根據他們所準備的結婚賀禮的好壞來決定他們是否能參加婚禮；該任務不僅對所有人隱瞞內幕，同時瞞著鳴人和雛田進行。 |        |                                                                                                |               |
| 495 | 715    | 力量全開的結婚賀禮（《火影忍者疾風傳一小時特别篇 ～鳴人結婚～》下集） （Furupawā Kekkon Iwai） | 2017年2月16日 |
| 鳴人的同期夥伴們在不知機密任務的情況下，各自開始準備最完美的賀禮。而這一題立刻難住小李，直到他夜裡受已故寧次托夢給他的建議，最後決定與凱共同贈送一對修煉用的啞鈴。另一邊，伊魯卡同樣在思考給予鳴人最適合的賀詞。 |        |                                                                                                |               |
| 496 | 716    | 水蒸氣與軍糧丸 （Yukemuri to Hyōrōgan）                                                        | 2017年2月23日 |
| 鹿丸考慮給鳴人和雛田安排一個溫泉蜜月旅行，但在街上偶遇手鞠後，便與她尷尬地走訪村外的溫泉旅館。而手鞠誤以為是鹿丸即將為他和自己準備的“蜜月”，後來得知掃興的真相後扇出一陣龍捲風“招呼”鹿丸。井野和小櫻共同看上一個鏡框，互不謙讓之下以做軍糧丸的廚藝比賽來決勝負，但最後造成當裁判的丁次血糖過高而昏倒，使她們二人全部放棄而另找更合適的鏡框。 |        |                                                                                                |               |
| 497 | 717    | 風影的祝賀 （）                                                                                | 2017年3月2日  |
| 我愛羅、勘九郎和手鞠拜訪木葉，也與各影們討論該送什麼禮物。考量到自己的風影身份，我愛羅無法選出合適的賀禮，但經過與殺人蜂的一番討論後，開始猶豫自己是否要在鳴人的婚禮上跳舞作為賀禮。在小李和天天的帶領下，我愛羅走進一樂拉麵店，與伊魯卡共享拉麵時受到指點，決定以“朋友”的身份送上最完美的祝福。鹿丸和手鞠再次碰見彼此，但這次雙雙同意一起吃晚餐作為約會。 |        |                                                                                                |               |
| 498 | 718    | 最後的任務 （Saigo no Ninmu）                                                                  | 2017年3月9日  |
| 志乃和牙同時也在對送什麼禮物而發愁，兩人找到他們的第八班老師、如今從忍者職務退休且撫養女兒未來的紅提供建議，最後決定去找千手一族喜慶時用過的罕見蜂蜜酒。兩人為了來到「空區」尋找釀造此酒的蜂農，過程中受到貓婆婆的孫女小環指引而走入密林。志乃靠強大的意志力與決心降服蜂農，得到酒且走出密林，滿載而歸的兩人完成第八班的“最後任務”，經此一役的志乃同時決定以當老師為目標。 |        |                                                                                                |               |
| 499 | 719    | 機密任務的發展 （Gokuhi Ninmu no Yukue）                                                       | 2017年3月16日 |
| 隨著婚禮日子逼近，卡卡西和靜音審核過程中難以選出婚禮當天值班的人，但其他人靠木葉丸在火影辦公室門口的偷聽而得知任務的真相。為了讓卡卡西不再苦惱，所有人一致決定出席婚禮的同時分擔值班的責任，回村的綱手更是澄清賀禮規矩是為了應對戰爭時期的人手不足才立下。當雛田同樣發現任務真相而陷入內疚時，連續受到卡卡西和伊魯卡安慰和鼓舞，同時讓卡卡西想到借用別村的人手協助而兩全其美。 |        |                                                                                                |               |
| 500 | 720    | 賀詞 （Iwai no Kotoba）                                                                        | 2017年3月23日 |
| 伊魯卡經過深思熟慮仍無法想出最合適的賀詞，並無法決定自己是否要在鳴人婚禮上致辭，直到鳴人突然前來拜訪他家，希望伊魯卡能以父親的身份出席，並見證他步上紅毯。伊魯卡為此十分感動而不再苦惱，且想到屬於自己最合適的賀詞。一星期後，婚禮之日來到，鳴人和雛田的同期同伴、各自的親朋好友、加上各影們均盛裝出席。所有人都在婚禮上找到各自的伴侶，而本以為會無人陪伴的小櫻，突然收到身在別處的佐助靠老鷹送來的祝福；即使佐助無法出席朋友的婚禮。卡卡西和伊魯卡堅信建立如此多羈絆的鳴人，一定能讓雛田幸福。最後，鳴人和雛田在各自家人的注視之下，手牽手步入婚禮的殿堂。 |        |                                                                                                |               |

## 外部連結
- 火影忍者疾風傳每話介紹-東京電視台（页面存档备份，存于）
- 火影忍者疾風傳 TV DVD-Aniplex（页面存档备份，存于）